# Architektur in London

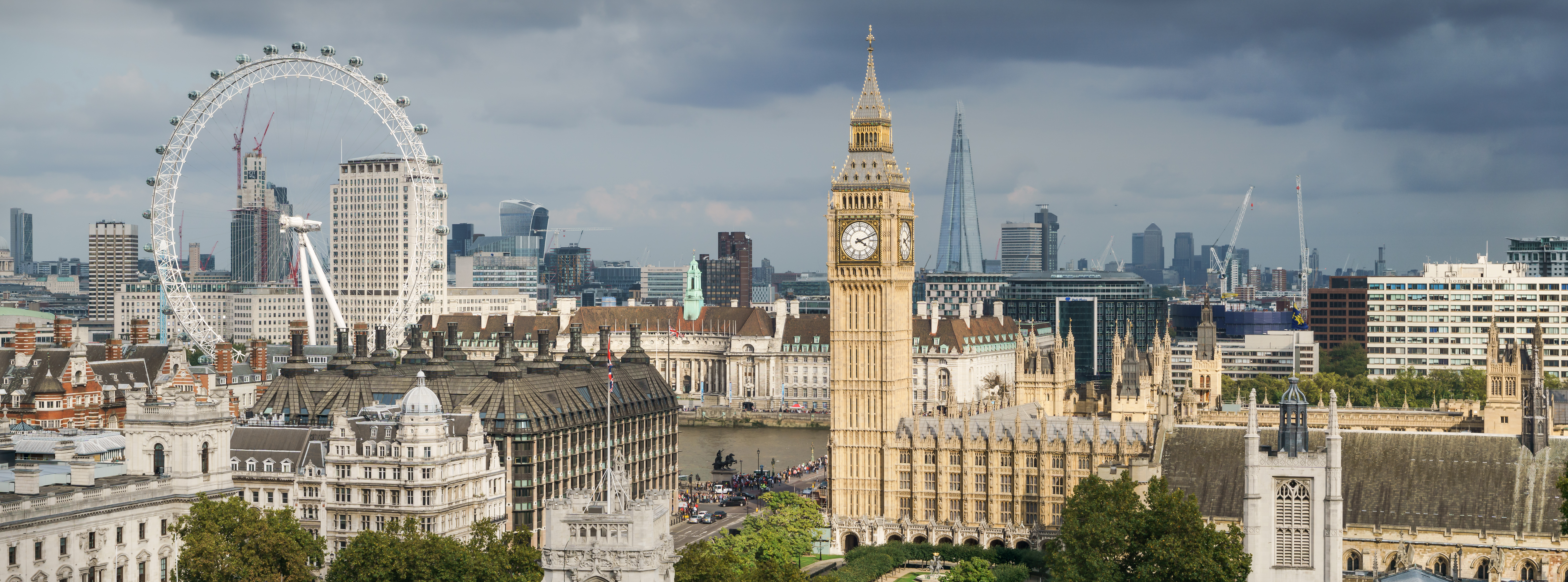
Die Ansicht von London (2014 von Westminster aus) zeigt eine Mischung historischer und moderner Architektur, darunter der Palast von Westminster und die Spitze von The Shard, des höchsten Gebäudes der Stadt.

Die Architektur in London schließt viele Architekturstile aus verschiedenen historischen Epochen ein. Der architektonische Eklektizismus Londons beruht auf seiner langen Geschichte, der kontinuierlichen Erneuerung, den Zerstörungen durch den Großen Brand von London (1666) und die deutschen Bombardierungen im Zweiten Weltkrieg, in Großbritannien Blitz genannt, sowie der staatlichen Anerkennung privater Eigentumsrechte, die eine übergreifende staatliche Planung einschränkten. Dies unterscheidet London von europäischen Hauptstädten wie Paris und Rom, die architektonisch eine homogenere Gestalt aufweisen. Londons Architektur reicht vom romanischen Keep des Tower of London, der großen gotischen Kirche der Westminster Abbey, der königlichen Residenz Queen’s House im palladianischen Stil, dem barocken Meisterwerk St. Paul’s Cathedral von Christopher Wren und der hochviktorianischen Gotik des Palastes von Westminster, dem industriellen Art Deco des Kraftwerkes Battersea Power Station bis zum Nachkriegsmodernismus von The Barbican Estate und dem postmodernen Wolkenkratzer 30 St Mary Axe, genannt „The Gherkin“.
Nach dem Rückzug der Römer aus Britannien im 5. Jahrhundert bestimmte der Grundriss der römischen Siedlung den Grundriss der sächsischen und mittelalterlichen Stadt. Dieser Kern Londons ist als City of London bekannt, während Westminster, das alte Zentrum der politischen Macht, im Westen liegt. Aufgrund der fast vollständigen Zerstörung der Stadt im Großen Brand von 1666 sind relativ wenige mittelalterliche Bauwerke erhalten geblieben, mit Ausnahme des Tower of London, der Westminster Abbey, des Palastes von Westminster, der Guildhall, des St. James’s Palace, des Lambeth Palace und einiger Gebäude im Tudorstil. Nach dem Großen Brand wurde London unter der Leitung des Barockarchitekten Sir Christopher Wren wieder aufgebaut und umfassend modernisiert, mit der neuen St. Paul's Cathedral als Herzstück.
Nach einer Phase dramatischer Expansion im 18. und 19. Jahrhundert erreichte London von 1831 bis 1925 seinen Höhepunkt als größte und bevölkerungsreichste Stadt der Welt und wurde zur Hauptstadt des Britischen Empire in seiner größten Ausdehnung und Macht. In dieser Zeit dehnte sich London weit über seine historischen Grenzen hinaus aus, absorbierte viele ehemals ländliche Siedlungen und schuf riesige Vororte. Die Stadt wurde durch die industrielle Revolution weiter verändert, da Infrastrukturprojekte wie die West India Docks, der Regent's Canal, Fernbahnhöfe wie die Paddington Station und das weltweit erste U-Bahn-System London zur herausragenden Stadt des Industriezeitalters machten. Nach erheblichen Zerstörungen während des Blitzkriegs im Zweiten Weltkrieg und einer Zeit des wirtschaftlichen Niedergangs in der Nachkriegszeit ist London wieder eine globale Kultur- und Handelshauptstadt, wobei viele neue Entwicklungen zu seinem eklektischen Stadtbild beitragen.
Im Laufe der Geschichte Londons war die Höhe von Gebäuden größtenteils begrenzt. Diese Beschränkungen wurden in der Nachkriegszeit allmählich ausgehöhlt (mit Ausnahme derjenigen, die bestimmte Ansichten der St. Paul's Cathedral schützten). Seitdem sind Hochhäuser immer zahlreicher geworden, insbesondere im 21. Jahrhundert. Im Finanzviertel der City of London und in Canary Wharf, einem neuen Finanzviertel, das in den 1980er und 1990er Jahren im ehemaligen Londoner Docklandsviertel der Isle of Dogs entstand, gibt es mittlerweile zahlreiche Wolkenkratzer. Zu den jüngsten Hochhäusern gehören der Wolkenkratzer Tower 42 aus den 1980er Jahren, das radikale Lloyd’s-Gebäude von Richard Rogers, One Canada Square: das Herzstück des Canary Wharf-Viertels und 30 St Mary Axe (Spitzname „Gherkin“), das einen Präzedenzfall für andere neuere Hochhausbauten in ähnlicher High-Tech-Architektur darstellt. Renzo Pianos 2012 fertiggestelltes The Shard ist das höchste Gebäude in London und war es vor dem Brexit auch in der Europäischen Union. Derzeit (2024) ist es das achthöchste Gebäude in Europa.
Seit 2004 findet Ende Juni das London Festival of Architecture statt und konzentriert sich auf die Bedeutung von Architektur und Design in London in der Gegenwart. Ein Viertel der britischen Architekten arbeiten in London, wo die meisten der bekanntesten Unternehmen ihren Sitz haben, darunter Zaha Hadid Architects, Norman Foster + Partners, Rogers Stirk Harbour + Partners, David Chipperfield und David Adjaye, die zu den international bekanntesten gehören. Das Wochenende der offenen Tür im September bietet jedes Jahr die Gelegenheit, Architektur zu besichtigen, die normalerweise für die Öffentlichkeit nicht zugänglich ist, von großen öffentlichen Gebäuden wie der Bank of England bis hin zu einigen modernen Privathäusern.

## Prähistorisch
Auch wenn keine vorrömische Siedlung bekannt ist, sind prähistorische Kreuzungspunkte bei Deptford und Vauxhall Bridge sowie einige prähistorische Überreste aus der Archäologie der Themse bekannt. Es ist wahrscheinlich, dass der Verlauf der Watling Street einem älteren Weg folgt. Eine alte walisische Legende besagt, dass die Stadt der Trinovanten – die dem Gott Lud (Caer Llud) geweiht ist – von den Anhängern von Brân dem Gesegneten gegründet wurde, dessen abgetrennter Kopf angeblich unter dem Kontinent zugewandten White Tower begraben liegt.

## Römisches London (60–500 n. Chr.)

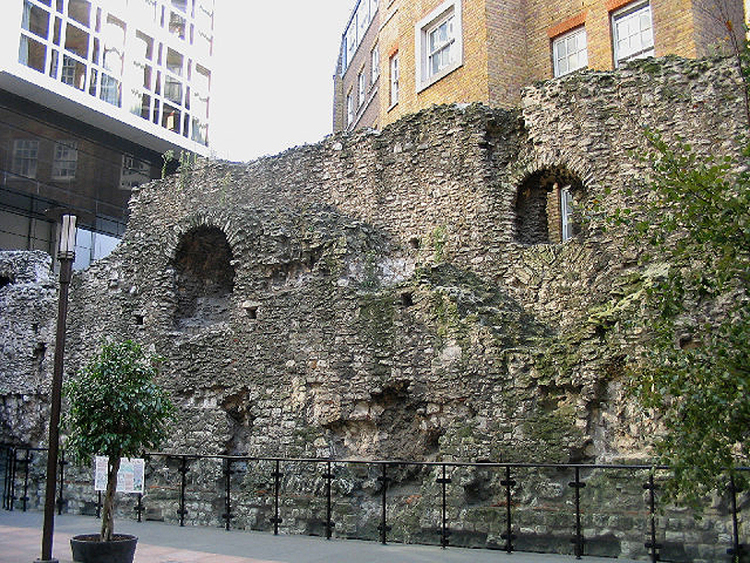
Erhaltenes Fragment der römischen Stadtmauer aus dem 3. Jahrhundert

Londinium wurde ursprünglich als militärischer Handelshafen gegründet, während Camulodunum (Colchester) die erste Hauptstadt der Provinz war. Doch nach dem Boudicca-Aufstand im Jahr 61, als beide Städte dem Erdboden gleichgemacht wurden, wurde die Hauptstadt nach London verlegt, das mit der Einrichtung eines Forums und eines Provinzprätoriums schnell zur Vormachtstellung gelangte. Die Stadt war ursprünglich wie viele andere Städte in Britannien und ganz Europa als Planstadt angelegt, in einer annähernd rechteckigen Form, wobei die Südseite von der Themse gebildet wurde, und war in Blöcke (lat.: insulae) unterteilt. Zwei Ost-West-Straßen (heute Cheapside und Lower Thames Street), ausgehend von den Stadttoren Newgate und Ludgate, bildeten den Cardo und führten vermutlich zu einem oder mehreren nicht mehr vorhandenen Toren am heutigen Standort des Tower of London mit der Straße nach Canterbury und Dover. Eine Verlängerung der Watling Street bildete den Decumanus Maximus, der den Fluss von Billingsgate über die alte, hölzerne London Bridge nach Southwark überquerte, mit einer Fortsetzung in Richtung Südküste. Das Forum befand sich am heutigen Standort des Leadenhall Market und soll in der Antike das größte Gebäude nördlich der Alpen gewesen sein; Überreste können noch heute in den Kellern einiger Marktläden besichtigt werden.
Die rechteckige, ummauerte und gitterförmige Stadt erstreckte sich bald nach Westen über den Fluss Walbrook, nach Norden in Richtung der sumpfigen Moorfields und nach Osten in das Gebiet, das später als Minories bekannt wurde. Dort wurde 2013 die römisch-britische Grabskulptur eines Adlers gefunden, was darauf hindeutet, dass die Minories im frühen zweiten Jahrhundert außerhalb der Stadtgrenze lagen. Ein Teil des Amphitheaters blieb unter dem Platz an der Guildhall erhalten. Reste der römischen Thermen sind im Untergeschoss der Hausnummer 100 der Lower Thames Street zugänglich. Der Platz Castrum befand sich im Nordosten der Stadt am Barbican, in der Nähe des Museum of London, wo noch Teile der römischen Londoner Mauer erhalten sind. Jahrhunderte später wurden Entfernungen von London vom Londoner Stein als Messpunkt berechnet, der einst angeblich ein Mauerwerksfragment des antiken Prätoriums am Themseufer war. Vermutlich bildeten spätrömische Privathäuser führender Christen den Unterbau der frühesten Kirchen; Mosaikreste befinden sich in der Krypta von All Hallows-by-the-Tower und mutmaßlich auch in der St. Paul's Cathedral.

## Das Mittelalter (1066–1603)

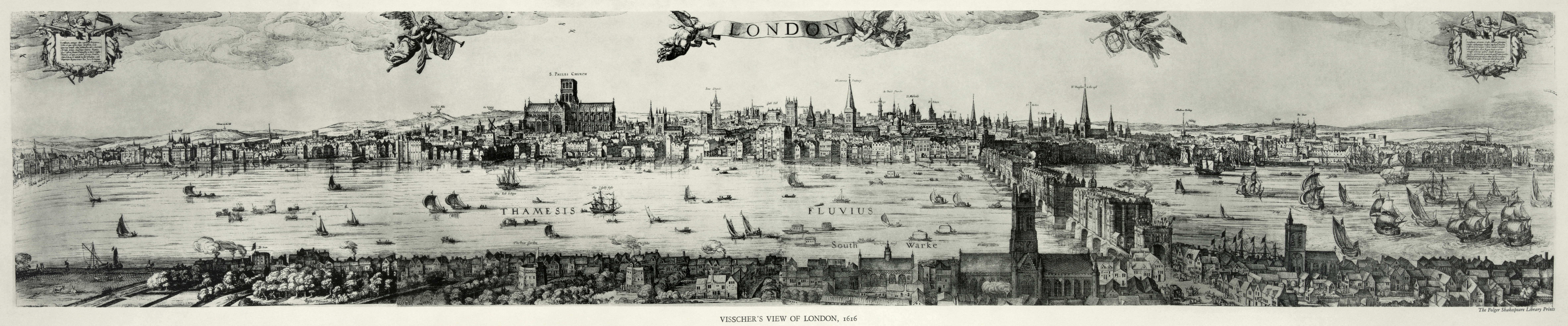
Panorama von London im Jahr 1616 von Claes Janszoon Visscher. Die alte London Bridge (1209) mit ihrer eigenen Häuserstraße siehe auf der rechten Seite und die Kathedrale von Southwark neben dem südlichen Torhaus. Die alte St. Paul's Cathedral dominiert die Skyline.

Aufgrund der fast vollständigen Zerstörung der Stadt im Großen Brand von 1666 sind von der mittelalterlichen Architektur Londons nur noch wenige Überreste übrig, aber die Berichte Überlebender sowie andere Aufzeichnungen vermitteln ein lebendiges Bild der Stadt in dieser Zeit. Im Mittelalter lag London überwiegend innerhalb der Grenzen seiner römischen Stadtmauern – dem Gebiet, das heute als „City of London“ bezeichnet wird –, wobei Westminster eine separate kleinere Siedlung im Westen war. Bis zum 16. Jahrhundert gab es außerhalb der Stadtmauern eine mäßige Entwicklung – entlang der Flussufer an der Straße Strand, in Lincoln’s Inn Fields und in Smithfield – und am Südufer der Themse bei Southwark, mit der London Bridge, die jenes Gebiet mit dem Rest von London verband. Die früheste Erwähnung der London Bridge, einem Bauwerk, das wahrscheinlich aus Holz bestand, stammt aus dem 10. Jahrhundert, aber bekannter ist die Version, die zwischen 1176 und 1209 erbaut wurde. Dabei handelte es sich um eine 27 Meter breite Steinbrücke mit 19 Bögen und einer eigenen Straße mit Geschäften, Häusern, einer Kapelle und einer Zugbrücke in der Mitte, um den große Boote passieren zu lassen. Mit nur einer Brücke war die Themse das Haupttransportmittel innerhalb der Stadt. Sie ermöglichte den Zugang zum Überseehandel auf dem Seeweg. Viele Anlegestellen und Kais säumten das Nordufer.

### Normannisch und Gotisch

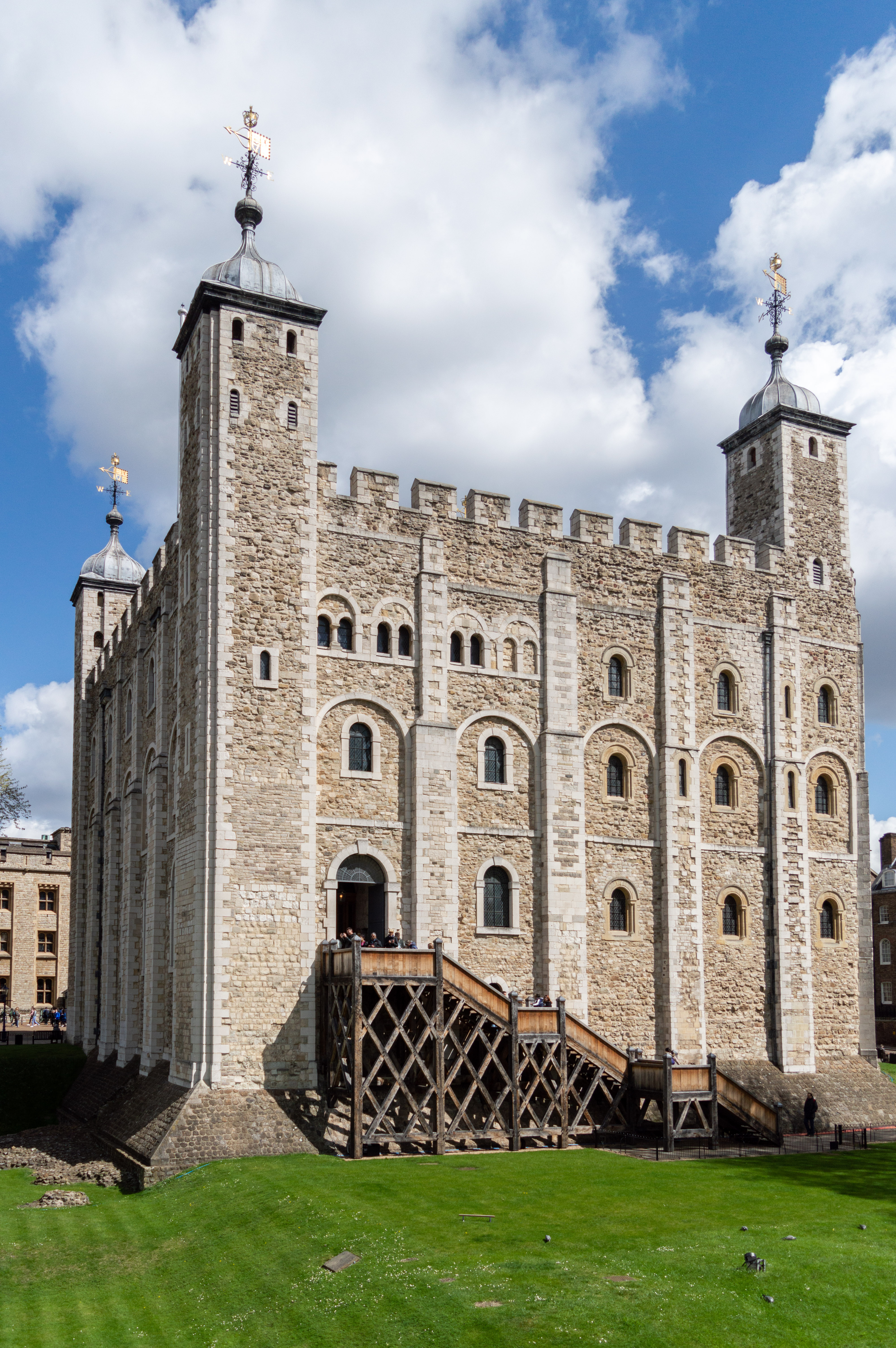
Der White Tower (1080), der romanische Keep des London Tower Komplexes

Viele der bedeutendsten Bauwerke des mittelalterlichen Londons wurden ursprünglich von den Normannen errichtet, die die Bedeutung der Architektur als Mittel zur Demonstration ihrer Macht und zur Unterwerfung der einheimischen sächsischen Bevölkerung nach der Eroberung Englands erkannten. Die normannische Eroberung war ein wichtiger Wendepunkt in der Geschichte der englischen Architektur, da sie einen neuen europäischen romanischen Stil und einen größeren architektonischen Anspruch als den ihrer sächsischen Vorgänger mit sich brachte. Fast unmittelbar nach ihrer Eroberung Englands errichteten die Normannen mehrere Festungen entlang der Themse im Zentrum Londons, um ihre Macht innerhalb der Stadt zu festigen, insbesondere den Tower of London, der noch heute erhalten ist. Der Weiße Turm als zentraler Hauptturm des Tower of London-Komplexes wurde in den 1080er Jahren im romanischen Stil fertiggestellt und dürfte das höchste Gebäude der Stadt gewesen sein. Er diente Wilhelm dem Eroberer als königliche Residenz. Ein Schlüsselelement des White Tower ist die Kapelle von St. John’s, eine der ältesten und am wenigsten veränderten romanischen Kirchen Englands, die innerhalb der Festung errichtet wurde. Die einzige andere erhaltene romanische Kirche im Zentrum Londons ist St Bartholomew-the-Great in Smithfield, als Überbleibsel einer viel größeren Prioratskirche. Der Tower of London-Komplex wurde im Laufe der Jahrhunderte durch das Hinzufügen zweier äußerer Verteidigungsmauern erheblich erweitert, so dass der Komplex Ende des 13. Jahrhunderts sein heutiges Format erreichte.
Ein weiteres bedeutendes Londoner Bauwerk, das ursprünglich von den Normannen errichtet wurde, war die Westminster Hall. Der Saal wurde 1097 unter Wilhelm II. als königliche Residenz fertiggestellt und bildete die Grundlage des Palace of Westminster, eines Komplexes, der sich im Laufe des Mittelalters schrittweise vergrößerte und schließlich als Sitz des englischen Parlaments diente. Der Saal wurde unter Richard II. im 14. Jahrhundert grundlegend umgebaut und wurde zum größten Saal dieser Art im mittelalterlichen Europa. Bei der Erweiterung durch Richard II. wurde ein Hammerbalken-Gewölbe mit außergewöhnlich großer Spannweite hinzugefügt, das heute als Wunder mittelalterlicher Ingenieurskunst gilt, während die normannischen Außenwände durch den Einbau gotischer Fenster erhalten blieben. Westminster Hall ist noch erhalten, da es dem Brand von 1834 entgangen ist, der den größten Teil des mittelalterlichen Palace of Westminster zerstörte. Es wurde in den neugotischen Palace of Westminster von Charles Barry (1795–1860) und Augustus Welby Northmore Pugin (1812–1852) integriert. Sie bewunderten den authentischen gotischen Stil. Weitere erhaltene Beispiele mittelalterlicher Hallen in London sind Guildhall (1440), das einst als Londoner Rathaus diente (nach dem großen Brand stark umgebaut), und Old Hall of Lincoln’s Inn (1492), das sein Hammerbalken-Gewölbe bewahrt hat.

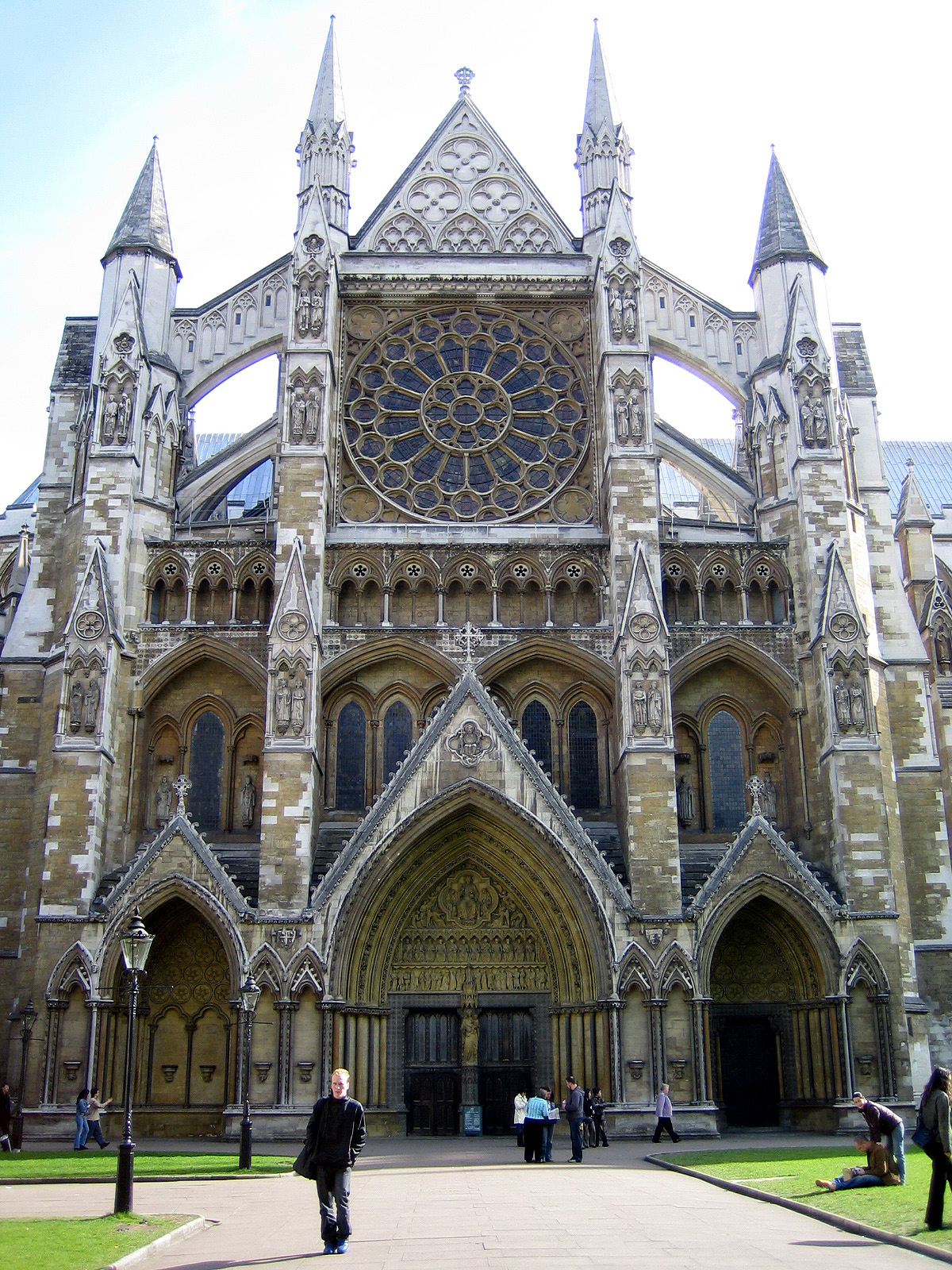
Nordportal der Westminster Abbey, ca. 14. Jahrhundert

Die Normannen begannen mit dem Bau der alten St Paul’s Cathedral auf dem Ludgate Hill und ersetzten ein primitives sächsisches Fachwerkgebäude. Zum Zeitpunkt ihrer Fertigstellung im 14. Jahrhundert umfasste die Kathedrale neben dem von den Normannen errichteten romanischen Kirchenschiff Elemente gotischer Architektur, wie zum Beispiel ein reich verziertes Rosettenfenster am östlichen Ende. Die Kathedrale war eine der größten und höchsten Kirchen im mittelalterlichen Europa. An einer Stelle wurde sie von einem außergewöhnlich hohen Turm gekrönt, der dem der Kathedrale von Salisbury ähnelte und 149 Meter hoch war. Dieser wurde jedoch nach einem Blitzeinschlag im 16. Jahrhundert zerstört. Die Kathedrale wurde beim Großen Brand von London im Jahr 1666 vollständig zerstört und durch die St. Paul's Cathedral von Christopher Wren ersetzt, die den Grundriss des lateinischen Kreuzes der mittelalterlichen Kathedrale beibehielt.
Londons andere große Kirche, Westminster Abbey, wurde erstmals unter Eduard dem Bekenner im romanischen Stil erbaut. Unter Heinrich III. wurde sie im 13. Jahrhundert im gotischen Stil umgebaut, wodurch das heute weitgehend erhaltene Gebäude entstand. Die Architektur der Abtei erinnert eher an französische Kathedralen wie die von Reims als an die englische Gotik dieser Zeit, was zu Spekulationen führte, dass der Maurermeister ein Franzose war. Der bedeutendste spätere Anbau der Abtei war die Heinrich-VII.-Kapelle. Sie wurde im späten 15. bis frühen 16. Jahrhundert im Stil der späten englischen Gotik erbaut und verfügt über eine reich verzierte Fächergewölbedecke. Die zweitürmige Westfassade der Abtei wurde im 18. Jahrhundert nach den Entwürfen von Nicholas Hawksmoor hinzugefügt, wobei ein originalgetreuer neugotischer Stil verwendet wurde, der mit dem Rest des Gebäudes harmonieren sollte. Zu den weiteren bedeutenden gotischen Kirchen, die aus dem Mittelalter erhalten sind, gehören die Kathedrale von Southwark als ehemaliges Priorat, das die erste gotische Kirche in London war, die Temple Church (13. Jahrhundert), eine seltene runde Tempelritterkirche, sowie einige Stadtkirchen, die den Großen Brand überstanden haben wie St. Andrew Undershaft, St. Helen's Bishopsgate, St Olave Hart Street und St. Sepulchre-without-Newgate.

### Traditionelle und Tudor-Architektur

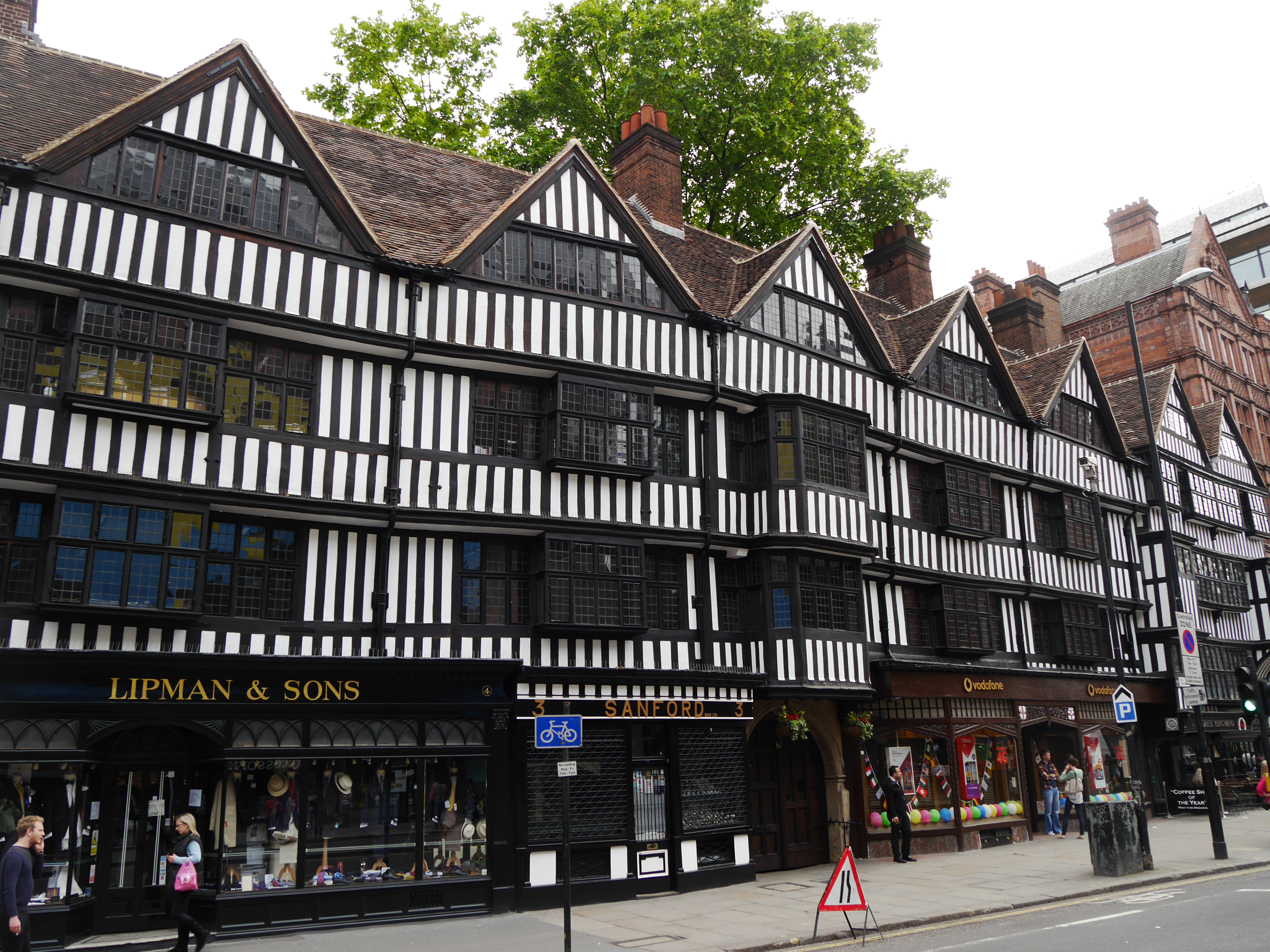
Staple Inn (spätes 16. Jahrhundert), Londons letztes erhaltenes Inn of Chancery

Die Tudor-Zeit war für London eine Zeit der schnellen Expansion, sowohl wirtschaftlich durch den zunehmenden Überseehandel als auch demographisch, da die Bevölkerung dramatisch von etwa 50.000 im Jahr 1500 auf 250.000 im Jahr 1600 anstieg. Infolgedessen wuchs die Stadt erheblich und am Ende des 16. Jahrhunderts lebte die Mehrheit der Londoner Bevölkerung erstmals außerhalb der Stadtmauern. Heinrich VII. und Heinrich VIII. gaben in dieser Zeit zahlreiche königliche Bauwerke in Auftrag, insbesondere die Erweiterung und den Bau mehrerer Paläste, darunter des riesigen Palace of Whitehall, der sich von Westminster Hall bis Charing Cross erstreckte, des extravaganten Nonsuch Palace in Greenwich und des St. James’s Palace, die teilweise noch heute erhalten sind. Der mit Abstand bedeutendste verbliebene Tudor-Palast im Großraum London ist Hampton Court Palace, der ursprünglich für Kardinal Thomas Wolsey erbaut wurde und später zur Residenz Heinrichs VIII. wurde. Der Palast wurde im späten 17. Jahrhundert von Christopher Wren erheblich erweitert und bewahrt noch immer einen Großteil seiner ursprünglichen Tudor-Architektur mit der ursprünglichen großen Halle, der Kapelle, der astronomischen Uhr und den Torhäusern aus dem 16. Jahrhundert. Es wird oft als eines der schönsten Beispiele der Tudor-Architektur in England angesehen. Heinrich VIII. beeinflusste die heutige Form der Londoner Innenstadt, indem er die Jagdgebiete Hyde Park, Green Park und St. James’s Park errichtete, die London sein außergewöhnlich grünes Stadtzentrum verleihen.

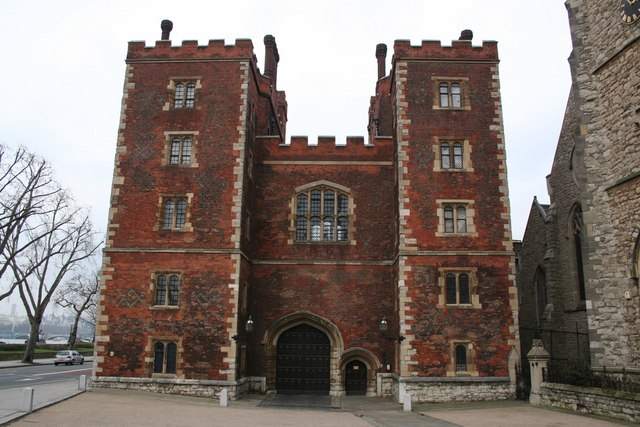
Tudor-Tor aus rotem Backstein zum Lambeth Palace (1495)

Eine bedeutende Entwicklung der Tudor-Architektur war die zunehmende Verwendung von rotem Backstein, der aufgrund technischer Innovationen im späten 15. Jahrhundert leichter verfügbar wurde. Beispiele hierfür sind Bruce Castle (ca. Anfang des 16. Jahrhunderts), vermutlich eines der ältesten Backsteinhäuser Englands, das Torhaus von Lambeth Palace (1495) und St. James's Palace (1536). Die Tudor-Architektur wird am engsten mit den charakteristischen, landestypischen Gebäuden in Verbindung im Stil traditioneller Architektur gebracht, die typischerweise aus Fachwerk bestehen und Flechtwerkwänden, was dem Gebäude ein schwarz-weißes „Schachbrett“-Aussehen verleiht. Die meisten Gewerbe- und Wohngebäude in London vor dem Großen Brand hatten diese Form. Nur eine kleine Handvoll solcher Gebäude sind erhalten geblieben, darunter Staple Inn, ein Inn of Chancery aus der Tudor-Zeit, 41 Cloth Fair, das älteste Haus im Zentrum Londons, das 1597 eröffnet wurde, sowie Prince Henry's Room, ein 1610 erbautes Stadthaus mit Fachwerksteg. Die überwiegende Mehrheit dieser Gebäude wurde durch den Großen Brand zerstört. Viele Fachwerkhäuser blieben tatsächlich bis ins späte 19. und frühe 20. Jahrhundert erhalten, wurden jedoch abgerissen, um Platz für neue Bebauungen zu schaffen. Ein Beispiel ist der Abriss der Wych Street in der Edwardianischen Zeit, um Platz für den Kingsway zu machen, einer neuen Straße zwischen Strand und High Holborn.

## Ära der Stuarts: Inigo Jones und der Aufstieg des Klassizismus (1603–1666)

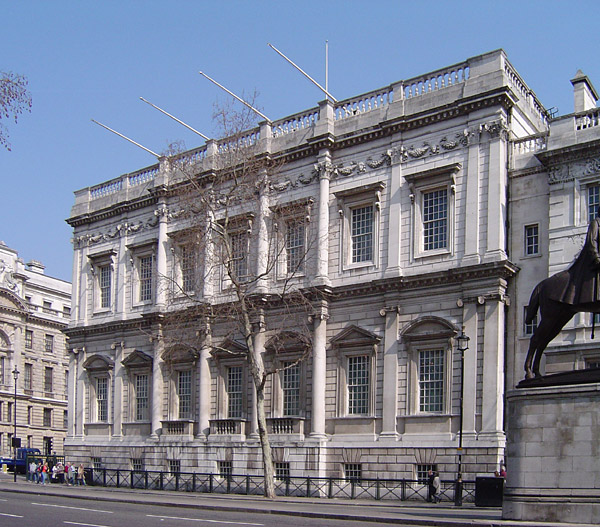
Banqueting House (1622) von Inigo Jones, eines der ersten klassischen Gebäude Londons

In der frühen Stuart-Zeit kam der klassische Stil auf, das war im europäischen Vergleich recht spät, nämlich ein Jahrhundert nach seinem Erscheinen in Italien im späten 15. und frühen 16. Jahrhundert. Der herausragende Architekt war Inigo Jones, der 1615 zum Surveyor of the King's Works ernannt wurde. Jones reiste durch Italien und besaß ein Exemplar von I quattro libri dell’architettura von Andrea Palladio. Er war einer der ersten englischen Architekten, die von der klassischen Architektur beeinflusst wurden, sowohl der klassischen Antike als auch der Wiederbelebung durch den von Palladio verkörperten Stils. Sein erstes fertiggestelltes Hauptwerk in der Innenstadt von London war Banqueting House (1622), eine Erweiterung des größtenteils mittelalterlichen Palace of Whitehall, mit einer palladianischen Portland-Steinfassade und einer fein bemalten Decke des flämischen Malers Peter Paul Rubens (1577–1640). Als erstes wirklich klassisches Gebäude in London – einer damals primitiven mittelalterlichen Stadt mit überwiegend Fachwerkbau – ist es ein bedeutendes Gebäude in der Geschichte der Londoner Architektur, das von Eric de Mare wie folgt beschrieben wird:

„Eine architektonische Innovation, die die Londoner mit ihrem raffinierten palladianischen Mauerwerk verblüfft haben muss, denn ihre Hauptfassaden mit rhythmischen Reihen hoher Fenster, geschnitzten Verzierungen und klassischen Pilastern, alles in mathematisch sorgfältig proportionierter Präzision, müssen ihnen wie ein Bühnenbild vorgekommen sein.“

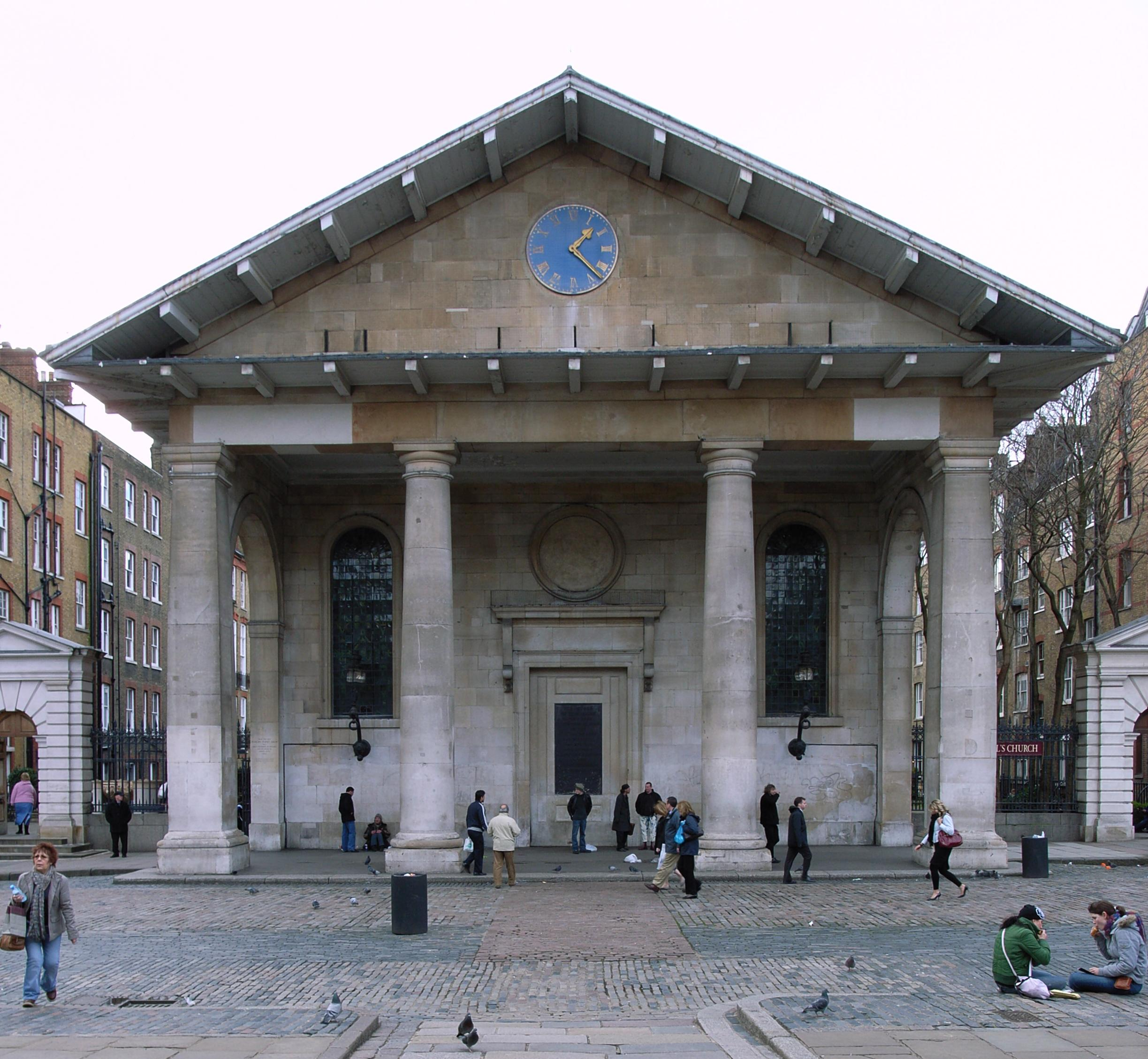
St. Paul's in Covent Garden (1633) von Inigo Jones, Londons erste klassische Kirche

Ein weiterer königlicher Auftrag, Queen’s House im Stadtteil Greenwich, wurde 1633 fertiggestellt und zeigt erneut Jones‘ puristischen Palladio-Stil, der nicht den üppigen Barock widerspiegelte, der auf dem europäischen Festland angesagt war. Der vielleicht bedeutendste Architekturauftrag von Jones war die Sanierung von Covent Garden. Im Jahr 1630 erhielt Jones vom Earl of Bedford den Auftrag, das Gebiet im Westen der Stadt mit schönen Häusern neu zu bebauen, um wohlhabende Mieter anzulocken. Zwischen 1630 und 1633 entwarf und baute Jones den ersten modernen Platz Londons; eine Piazza im klassischen Stil, gesäumt von Säulenreihenhäusern und der Kirche St. Paul auf der Westseite. Sie war die erste Kirche in London, die im klassischen Stil erbaut wurde, mit einem monumentalen toskanischen Portikus. Die Piazza wurde zum Vorbild für die modischen Plätze, die im georgianischen Zeitalter (1714–1837) im Londoner West End entstanden, und die Kirche St. Paul war zum architektonischen Vorbild für die barocken Stadtkirchen, die Wren nach dem Großen Brand errichtete. Der Ausbruch des Englischen Bürgerkriegs im Jahr 1642 unterbrach die Bautätigkeit in England erheblich und nach dem parlamentarischen Sieg wurde Jones aufgrund seiner engen Verbindungen zu Karl I. mit einer hohen Geldstrafe belegt. Später starb er 1652 in Armut. Seine Londoner Werke – das Banqueting House, das Queen’s House, St. Paul’s Covent Garden und die Queen’s Chapel – sind bis heute erhalten. Das Lindsey House (1640) in den Lincolns Inn Fields, ein sehr frühes palladianisches Stadthaus, stammt möglicherweise von Jones. Trotz seiner kurzen Schaffensperiode als Architekt und wenigen erhaltenen Werken ist Jones‘ Einführung der klassischen Architektur in England einer der bedeutendsten Meilensteine in der englischen Architekturgeschichte.

## Barockes London: Der große Brand und Christopher Wrens Wiederaufbau (1666–1714)

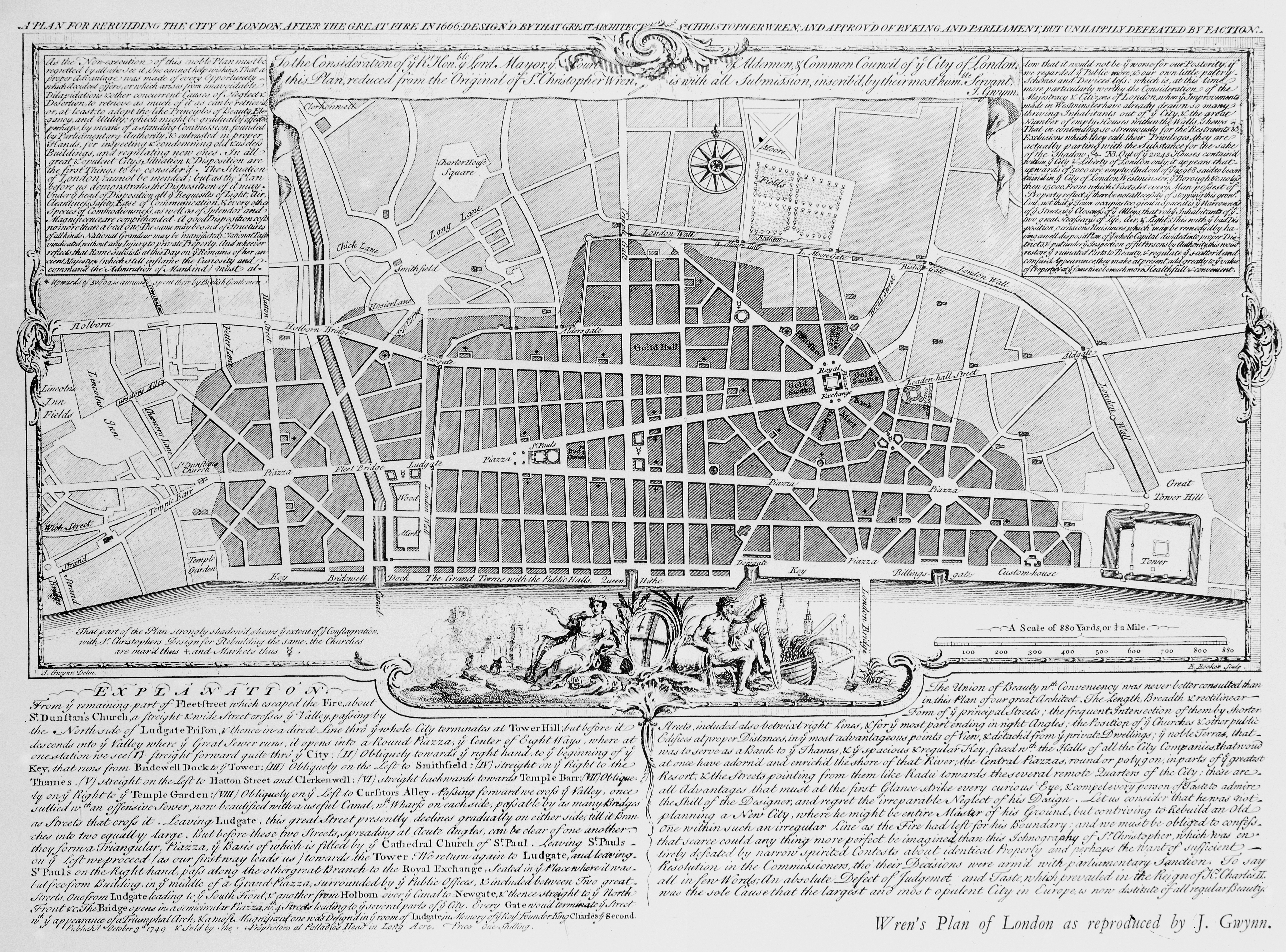
Christopher Wrens Plan im klassischen Stil für den Wiederaufbau Londons nach dem Großen Brand von 1666 mit einem völlig neuen Straßenplan, Plätzen und breiten Boulevards. Der Plan wurde zwar abgelehnt, aber London wurde beim Wiederaufbau trotzdem stark modernisiert.

Der Große Brand im Jahr 1666 zerstörte fast 90 % der größtenteils mittelalterlichen Stadt, darunter insgesamt 13.500 Häuser, 87 Pfarrkirchen, 44 Hallen der Livery Companies, die Royal Exchange, das Custom House, die Old St Paul’s Cathedral, den Bridewell Palace und andere städtische Gefängnisse, das General Post Office und die drei Stadttore Ludgate, Newgate und Aldersgate. Obwohl der Große Brand als katastrophales Ereignis in der Geschichte Londons gilt, bot die enorme Zerstörung, die er verursachte, eine historische Gelegenheit, die überwiegend mittelalterliche Stadt neu zu planen und zu modernisieren. Radikale Wiederaufbaupläne im klassischen Stil wurden schnell von Architekten wie Christopher Wren ausgearbeitet, die vorschlugen, den chaotischen mittelalterlichen Straßenplan der Stadt vollständig zu verwerfen und stattdessen ein rationelles Rastersystem mit breiten Boulevards, Plätzen und einem einheitlichen klassischen Stil für alle neuen Gebäude einzuführen. Aufgrund des Mangels an Arbeitskräften, die für die Verwirklichung dieser grandiosen Pläne erforderlich waren, der Komplikationen bei der Umverteilung und Entschädigung des durch den Brand verloren gegangenen Eigentums und der großen Dringlichkeit des Wiederaufbaus der Stadt wurde jedoch beschlossen, den Wiederaufbau der Stadt entlang der ursprünglichen mittelalterlichen Straße zu planen. Dennoch erlebte London einen radikalen architektonischen Wandel. Das vielleicht auffälligste Merkmal der neuen Stadt war ihre architektonische Einheitlichkeit. Im Jahr 1667 legte Karl II. fest, dass alle neuen Häuser eine einheitliche Höhe und Grundstücksgröße haben und alle aus Ziegeln statt aus Holz gebaut werden sollten, um die Brandgefahr zu verringern. Infolgedessen wurden die chaotischen Straßen mit überhängenden Fachwerkhäusern im mittelalterlichen und Stuart-London durch ordentliche Reihen gleichmäßig proportionierter Reihenhäuser in Ziegelbauweise ersetzt. Ein gutes erhaltenes Beispiel für die Art einfacher Ziegelreihenhäuser, die unmittelbar nach dem Brand errichtet wurden, ist King's Bench Walk in Inner Temple; es wurde zur Blaupause für das georgianische Reihenhaus.

### St. Paul's Cathedral und die Stadtkirchen

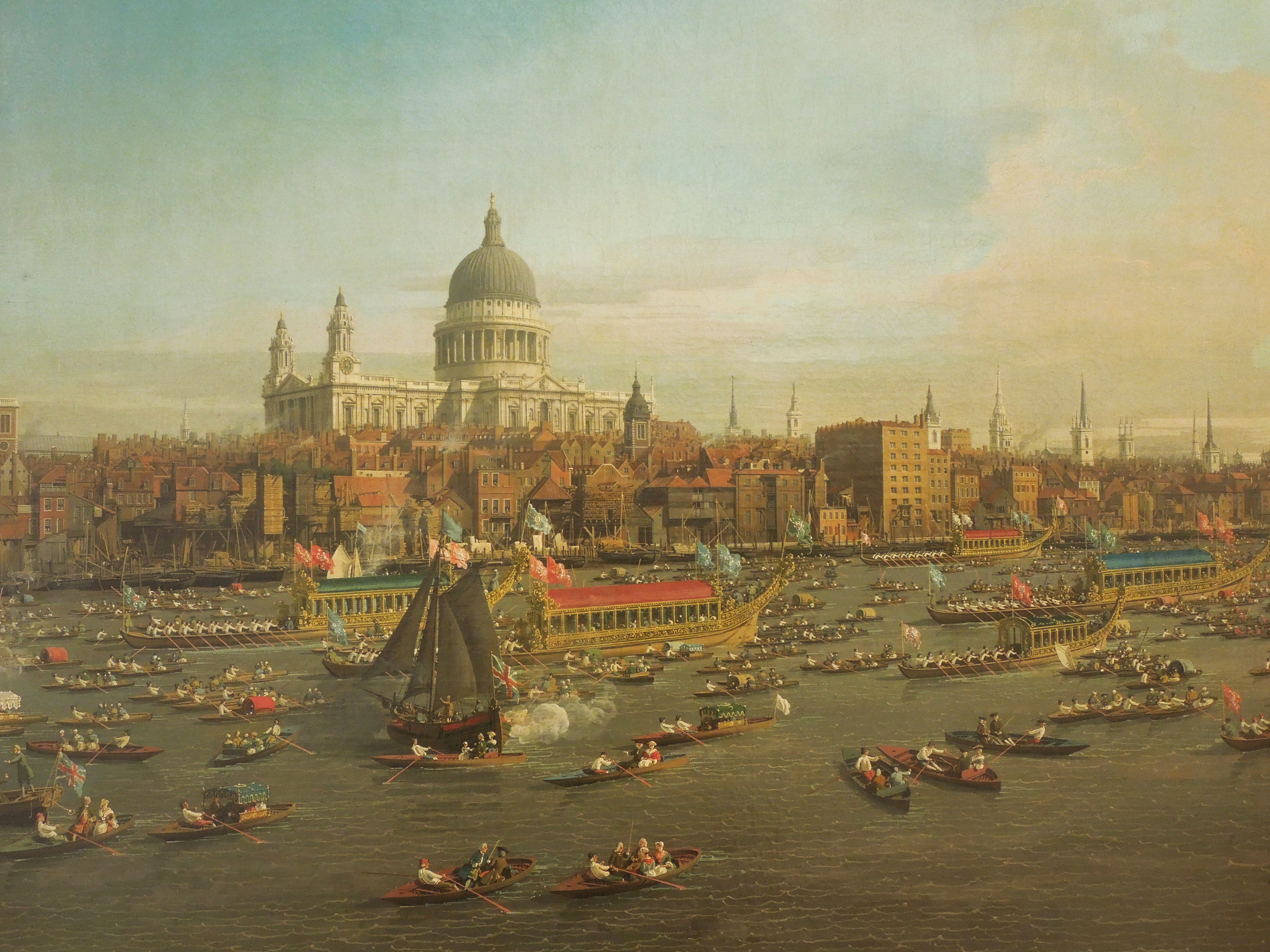
St. Paul's Cathedral und die Stadtkirchen auf einem Gemälde von Canaletto (1747)

Die bemerkenswerteste architektonische Errungenschaft der neuen Stadt war der Wiederaufbau der St. Paul's Cathedral und der Stadtkirchen durch Christopher Wren, den herausragenden Architekten des englischen Barock. Ähnlich wie sein Masterplan für den Wiederaufbau der Stadt wurde Wrens ursprünglicher Entwurf für die neue St. Paul's Cathedral abgelehnt und es musste ein Kompromissentwurf gefunden werden. Inspiriert durch den Petersdom in Rom wollte Wren ursprünglich eine barocke Kuppelkathedrale mit griechischem Kreuzgrundriss errichten, doch dieser Entwurf wurde von der Kirche aufgrund der papistischen Konnotationen des südeuropäischen Entwurfs abgelehnt. In einem Kompromiss wurde schließlich ein Hybridentwurf gebaut, der barocke Verzierungen und eine große Kuppel nutzt, aber auf dem lateinischen Kreuzgrundriss der ehemaligen gotischen Kathedrale aufbaut. Vor allem aufgrund der umständlichen Einbindung eines lateinischen Kreuzes in ein barockes Design gilt die Gesamtkomposition der Kathedrale als minderwertig gegenüber den meisten vergleichbaren Barockkathedralen derselben Zeit, allerdings wurde die 111 Meter hohe Kuppel erst 1710 fertiggestellt ist eines der größten Bauwerke aller Zeiten und hat sich zu einem der beständigsten Wahrzeichen Londons entwickelt. Es war von 1710 bis 1962 das höchste Gebäude Londons. Die westliche Hauptfassade mit ihrer doppelten korinthischen Ordnung und den schönen Barocktürmen ist ein weiteres gelungenes Merkmal der Außenfassade, die beim Blick auf den Ludgate Hill eine imposante Größe aufweist.
Die 51 von Wren und seinem Team entworfenen Stadtkirchen (von denen 25 erhalten sind) sind von großer architektonischer Bedeutung. Stilistisch handelt es sich um vielseitige und einfallsreiche Designs, die oft auf kleinen und begrenzten Standorten errichtet werden. Ihre Türme sind das architektonisch einfallsreichste Merkmal ihrer Außenfassade. Zu den Besten zählen der ungewöhnliche Stufenturm der St. Bride's Fleet Street, der höchsten der Stadtkirchen, und der Turm von St Mary-le-Bow, eine einfallsreiche Mischung aus Klassizismus und Gotik. Stilistisch gesehen sind die meisten Kirchen nicht rein barock, eine Ausnahme bildet St Stephen Walbrook mit seinem schönen Kuppelinnenraum. Viele der Kirchen wie St Peter upon Cornhill weisen Einflüsse des niederländischen Klassizismus und Palladianismus auf, während andere wie St Mary Aldermary rein neugotische Nachbildungen der ehemaligen mittelalterlichen Kirchen sind, komplett mit einer fächergewölbten Decke, die an die senkrechte Gotik erinnert Spätmittelalter. Trotz des architektonischen Werts dieser Gebäude war die vielleicht bedeutendste Errungenschaft von Wrens Rekonstruktion der St. Paul-Kirche und der Stadtkirchen ihr Gesamtzusammenspiel als Ensemble. Canalettos Ansichten der City of London aus dem Jahr 1750 zeigen, wie St. Paul's und die City Church über der Stadt emporragen. Das Ergebnis war eine malerische Skyline, deren Schönheit die Besucher in Erstaunen versetzte. Und so gab das große Feuer der Stadt neues Leben.

„Diese scheinbare Katastrophe [...] war in Wirklichkeit eines der besten Dinge, die London jemals widerfahren sind. [...] Der große Brand von London ermöglichte einen Neuanfang – Massenwohnungen, hübsche gepflasterte Straßen mit modernen Kirchen und öffentlichen Gebäuden. Es gab eine neue Royal Exchange , eine neue Kathedrale, ein wiederaufgebautes Guildhall. London war jetzt sauberer, moderner und einheitlicher als jede andere Stadt in Europa [...] und das blieb bis zur Mitte des 19. Jahrhunderts.“

### Spätere Architekturaufträge

Das Old Royal Naval College von Christopher Wren (1712) und das Queen’s House (1635) von Inigo Jones, von der Themse aus

Christopher Wren, der herausragende Architekt dieser Zeit, wurde mit dem Entwurf zweier neuer Militärkrankenhäuser beauftragt. Das Royal Hospital Chelsea für Armeeveteranen wurde 1692 fertiggestellt und das Greenwich Hospital (später bekannt als Old Royal Naval College) wurde 1712 fertiggestellt. Das Royal Hospital Chelsea ist eines der zurückhaltenderen Werke von Wren, dessen rote Backsteinfassaden an lange Wohnterrassen erinnern. Dennoch verfügt es über eine schöne Kapelle und einen großen Saal mit dekorativer Innenausstattung. Im Gegensatz dazu gilt das Old Royal Naval College mit seiner reich verzierten Painted Hall, der St. Paul's Chapel und den symmetrischen Ost- und Westflügeln, die das Queens House von Inigo Jones umrahmen, weithin als Krönung des englischen Barock. Die Stätte gehört heute zum UNESCO-Weltkulturerbe und wird als „das schönste und dramatischste Architektur- und Landschaftsensemble auf den Britischen Inseln“ beschrieben.
Weitere schöne Beispiele des englischen Barocks sind die Commissioner’s Churches, 12 äußerst originelle Kirchen, die als Reaktion auf einen Parlamentsbeschluss von 1710 errichtet wurden, der den Bau von 50 neuen Kirchen in London vorsah (die weiteren 38 wurden nicht fertiggestellt). Die meisten davon wurden von Wrens ehemaligem Assistenten Nicholas Hawksmoor entworfen. Hawksmoor ist bekannt für seinen exzentrischen und eigenwilligen Stil, der sich auf Einflüsse der griechischen, römischen, ägyptischen und sogar mittelalterlichen Architektur stützt. Die vielleicht am meisten gelobte und bekannteste dieser Kirchen ist die Christ Church, Spitalfields (1729), die seine charakteristische Mischung aus Barock und Gotik sowie seine Tendenz, Gebäude mit einem imposanten Sinn für Monumentalität zu schaffen, unter Beweis stellt. Andere Commissioner's Churches wie St Mary le Strand von James Gibbs und St John’s, Smith Square von Thomas Archer sind hervorragende Beispiele spätenglischer Barockarchitektur, die einen viel stärkeren europäischen Einfluss zeigen als die Entwürfe von Wren oder Hawksmoor, aber mit einer deutlich englischen Prägung.

## Georgianisch (1714–1811)

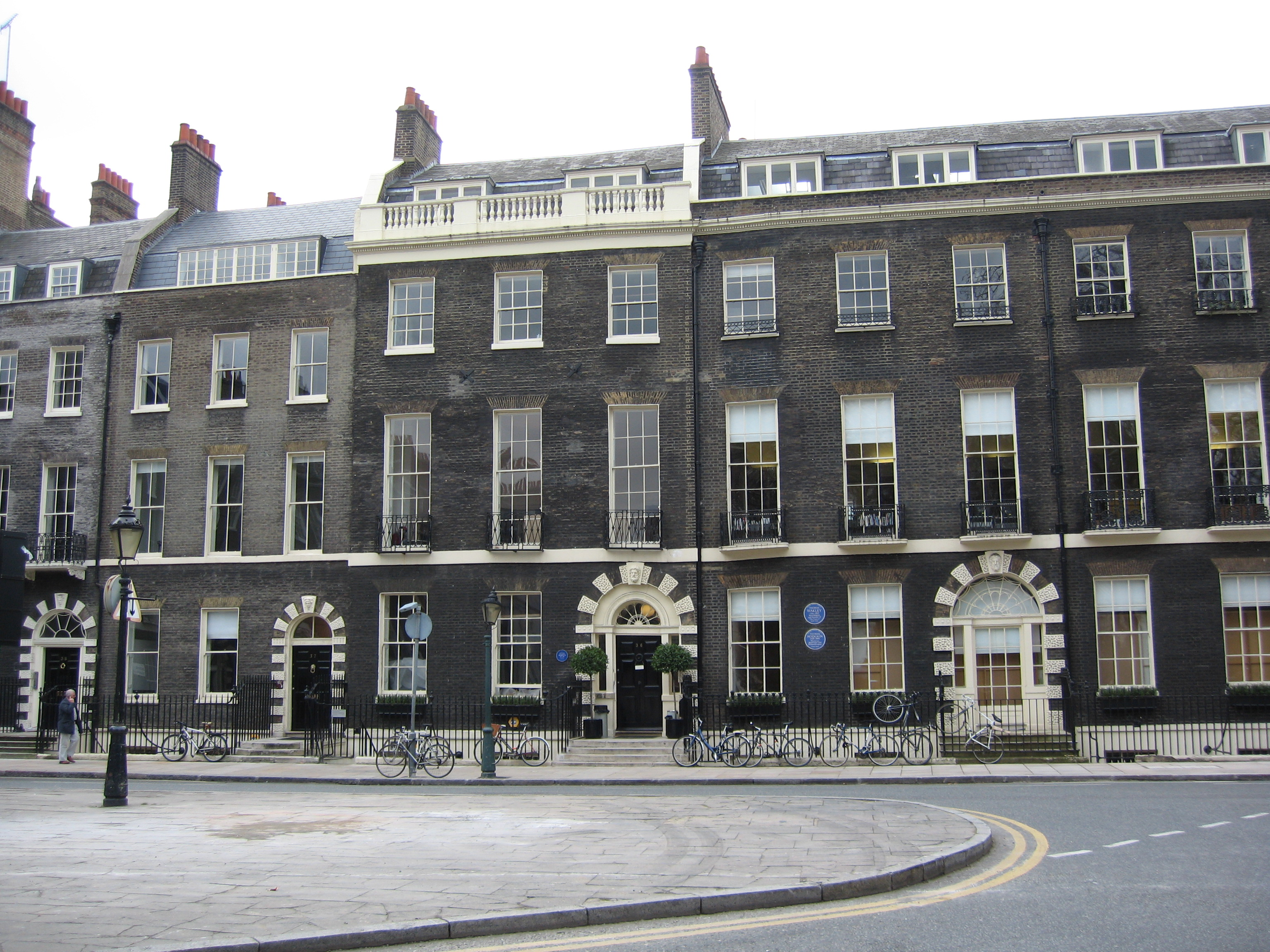
Georgianische Reihenhäuser am Bedford Square (1780), einem der vielen Plätze, die im Westen Londons im Zuge des Stadtwachstums geschaffen wurden

Als sich Großbritannien in der georgianischen Ära (1714–1830) zu einer globalen Handelsmacht mit London als Zentrum entwickelte, war dies mit einer wirtschaftlichen und kolonialen Expansion verbunden. Dies spiegelt sich im Bevölkerungswachstum Londons wider. Die Stadt breitete sich aus, mit erheblichen Stadterweiterungen im Westen wie Bloomsbury, Marylebone, Mayfair und Kensington sowie in den Satellitendörfern Londons wie Hampstead, Islington, Hackney und Dulwich. Diese Entwicklung konzentrierte sich auf den Bau eines neuen Typus von Reihenhäusern (englisch: terraced houses) und modischen neuen Plätzen wie Grosvenor Square, Portman Square und Bedford Square. Diese wurden zur Heimat der aufstrebenden Mittelschicht, die aus der neuen britischen Handelswirtschaft hervorging. Mit dem Bau neuer Brücken über die Themse in Westminster (1750) und Blackfriars (1769), den ersten seit dem frühen Mittelalter, begann sich die Stadt deutlich südlich des Flusses auszudehnen.
Der „georgianische“ Stil ist die britische Interpretation der neoklassizistischen Architektur des 18. Jahrhunderts, abgeleitet von der palladianischen Architektur, insbesondere durch den schottischen Architekten Colen Campbell. Campbell mit seinem einflussreichen Buch Vitruvius Britannicus wird oft als „Vater des georgianischen Stils“ bezeichnet und gab für den Rest des 18. Jahrhunderts den Ton für die englische Architektur an. Dieser zurückhaltendere Stil war eine Reaktion auf den überschwänglichen Barock des späten 17. Jahrhunderts, mit einem strengen Schwerpunkt auf schlichtem, schmucklosem Mauerwerk, geometrischer Harmonie und zurückhaltenden, klassisch inspirierten Ornamenten. Trotz dieses reaktionären Motivs ließen sich die georgianischen Architekten dennoch stark von Christopher Wren und anderen englischen Barockarchitekten beeinflussen. Ein Vorläufer des unauffälligeren georgianischen Stils sind die einfachen, schlichten Reihenhäuser, die nach dem Großen Brand am 4 King's Bench Walk in Temple errichtet wurden, oder die schlichten Backsteinfassaden des Royal Chelsea Hospital, beide von Wren. Zu den wichtigsten Architekten der georgianischen Zeit, die bedeutende Bauwerke in London entwarfen, gehören James Gibbs, Robert Adam, James Wyatt, William Kent und William Chambers.

### Das georgianische Reihenhaus

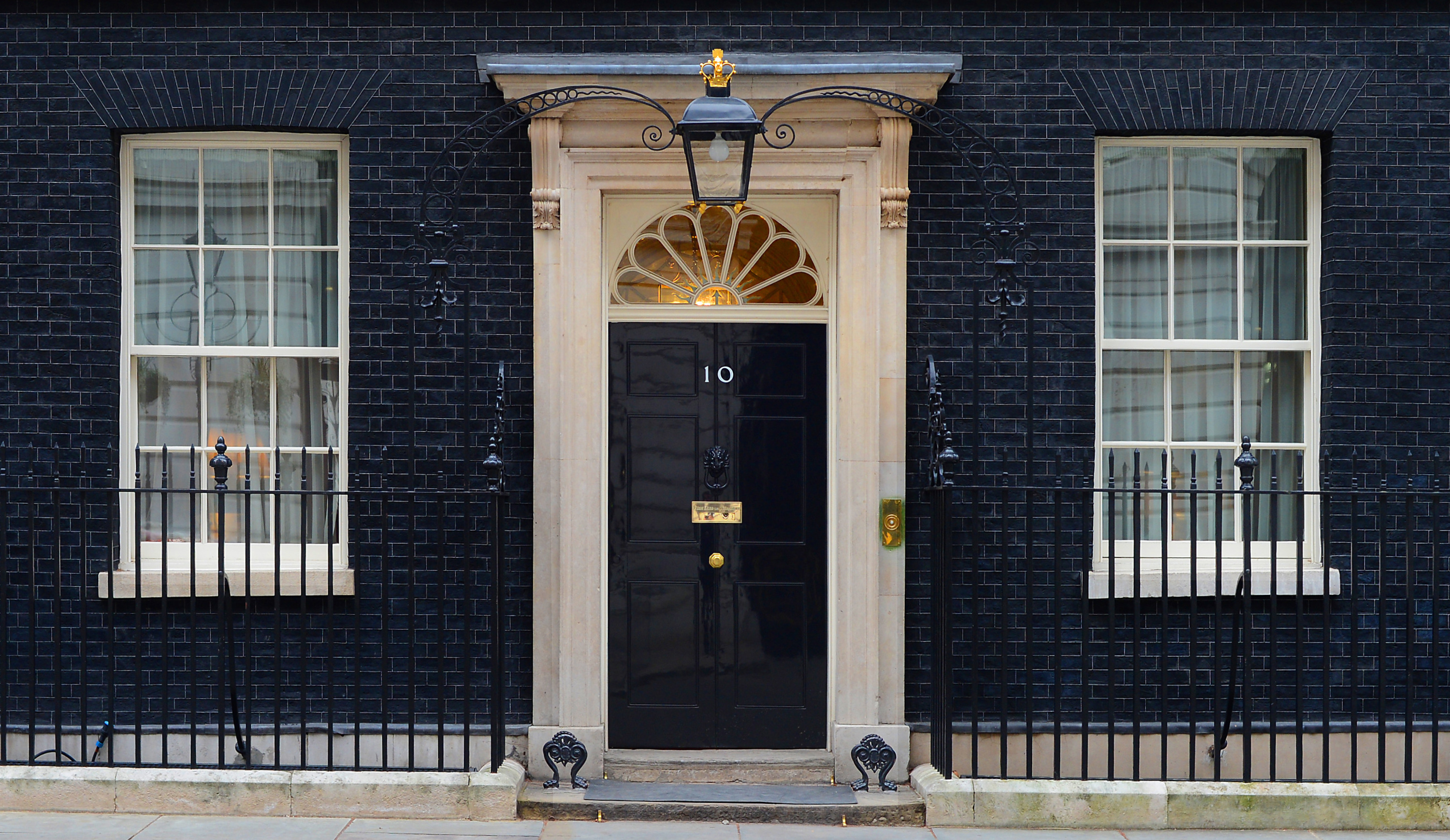
Die Eingangstür von 10 Downing Street (1734), eine klassische georgianische Veranda

Wohnhäuser aus dieser Zeit in London zeichnen sich durch ihren abgesenkten Keller auf gemauerten Bogenfundamenten, das rustizierte Sockelgeschoss, die höhere Empfangsetage im Piano-Nobile-Stil und das Dachgeschoss aus. Sie werden im Allgemeinen aus polierten (blassgelben) London Stock-Ziegeln in den Proportionen des Goldenen Schnitts gebaut und erstrecken sich häufig über dreifache Erkerfronten mit „angedeuteten“ Säulen oder Pilastern und sorgfältig proportionierten und sehr großen cremefarbenen Schiebefenstern sowie Mansardendächern aus Schiefer über einem Dachgiebel. Sie gruppierten sich um formelle grüne Flächen, als gerade oder halbmondförmige Häuserreihen mit breiten, auf Backsteingewölben gestützten Gehwegen an breiten, geraden öffentlichen Straßen, oft mit privatem Zugang zu romantisch angelegten Gärten. Spätere Eingriffe in Gewerbeimmobilien haben die Breite historischer Straßen in vielen Teilen Londons erheblich verringert, wobei die ursprünglichen Pläne mit denen der kontinentalen Stadtplanung vergleichbar waren. In Spitalfields im Osten Londons gibt es viele erhaltene frühgeorgianische Grundstücke mit einigen ungewöhnlichen kontinentalen Merkmalen; Soho – insbesondere Meard Street und Westminster – bewahren viele Gebäude im frühen georgianischen Stil.
Ein typisches georgianisches Haus war für die Unterbringung einer einzelnen Familie konzipiert und verfügte über Vorder- und Hinterzimmer auf jeder Etage sowie in einer Teilbreite des rückwärtigen Bereiches über eingebaute Wandschränke. Das Erdgeschoss war für geschäftliche Zwecke reserviert, das hohe Piano Nobile für formelle Bewirtung und die oberen Stockwerke mit Familienschlafzimmern bestückt, die alle über eine Seitentreppe zugänglich waren. Die Bediensteten wurden in der Küche im Untergeschoss und in Dachzimmern untergebracht. Jede der unterschiedlichen Funktionen wurde in der dekorativen Gestaltung der Fassade wie der Reihung der Höhen der Öffnungen, die vorspringenden Gesimse und zurückhaltenden dekorativen Zierleisten kenntlich gemacht und durch Elemente wie Rundbögen und Rustika im unteren Teil, sich verschlankenden Säulen, skulpturalen Kapitellen, Balustraden und Friesen im oberen Teil ausgedrückt.

### Das georgianische Stadthaus

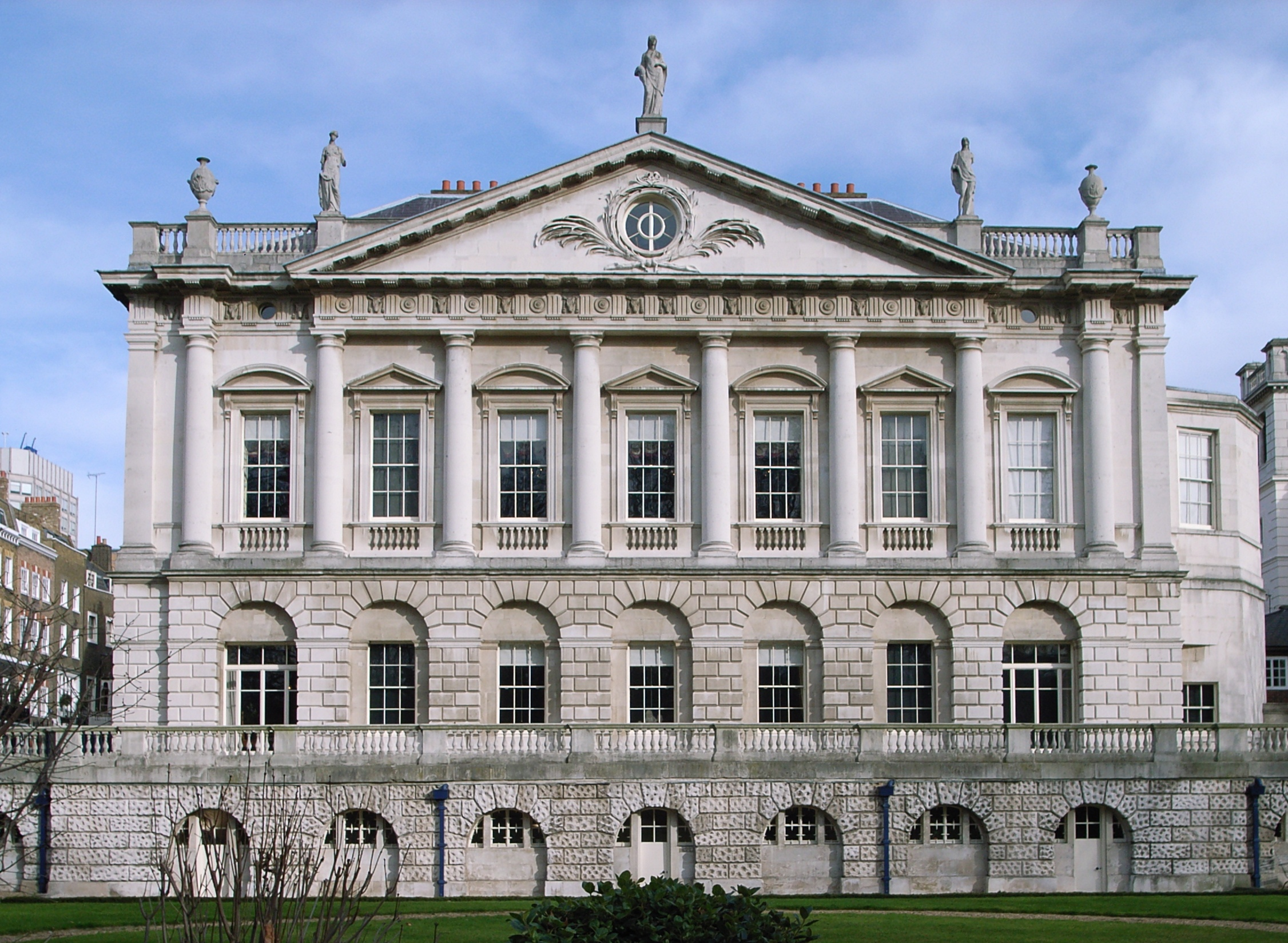
Spencer House (1756) von John Vardy, Londons prächtigstes erhaltenes aristokratisches georgianisches Stadthaus

Georgianische Häuser gab es in London nicht nur in Form vergleichsweise einfacher Reihenhäuser. Zahlreiche viel prächtigere Häuser, sogenannte Stadthäuser (Townhouses), wurden als Stadtresidenzen für den Adel und den Adel in Ergänzung zu ihren Landhäusern oder Herrenhäusern gebaut. Die prächtigsten Londoner Stadthäuser waren freistehende Gebäude wie das Spencer House, einige waren wiederum Reihenhäuser wie das Chandos House. In der georgianischen Zeit säumten einst viele dieser prächtigen Häuser Piccadilly und Park Lane, doch die meisten davon wurden abgerissen, da sie im späten 19. und frühen 20. Jahrhundert aus der Mode kamen, darunter auch das Devonshire House am Piccadilly. Zu den wenigen, die bis heute erhalten sind, gehören Spencer House, Burlington House, Apsley House, Chandos House, Cambridge House, Melbourne House, Marlborough House und Lancaster House. Darüber hinaus gibt es im Großraum London eine Reihe schöner Herrenhäuser aus der georgianischen Zeit. Dazu gehören die Palladio-Villa Chiswick House mit Landschaftsgärten von William Kent und das Syon House mit seinen aufwendigen Innenräumen von Robert Adam.

### Georgianische Kirchen und bürgerliche Häuser

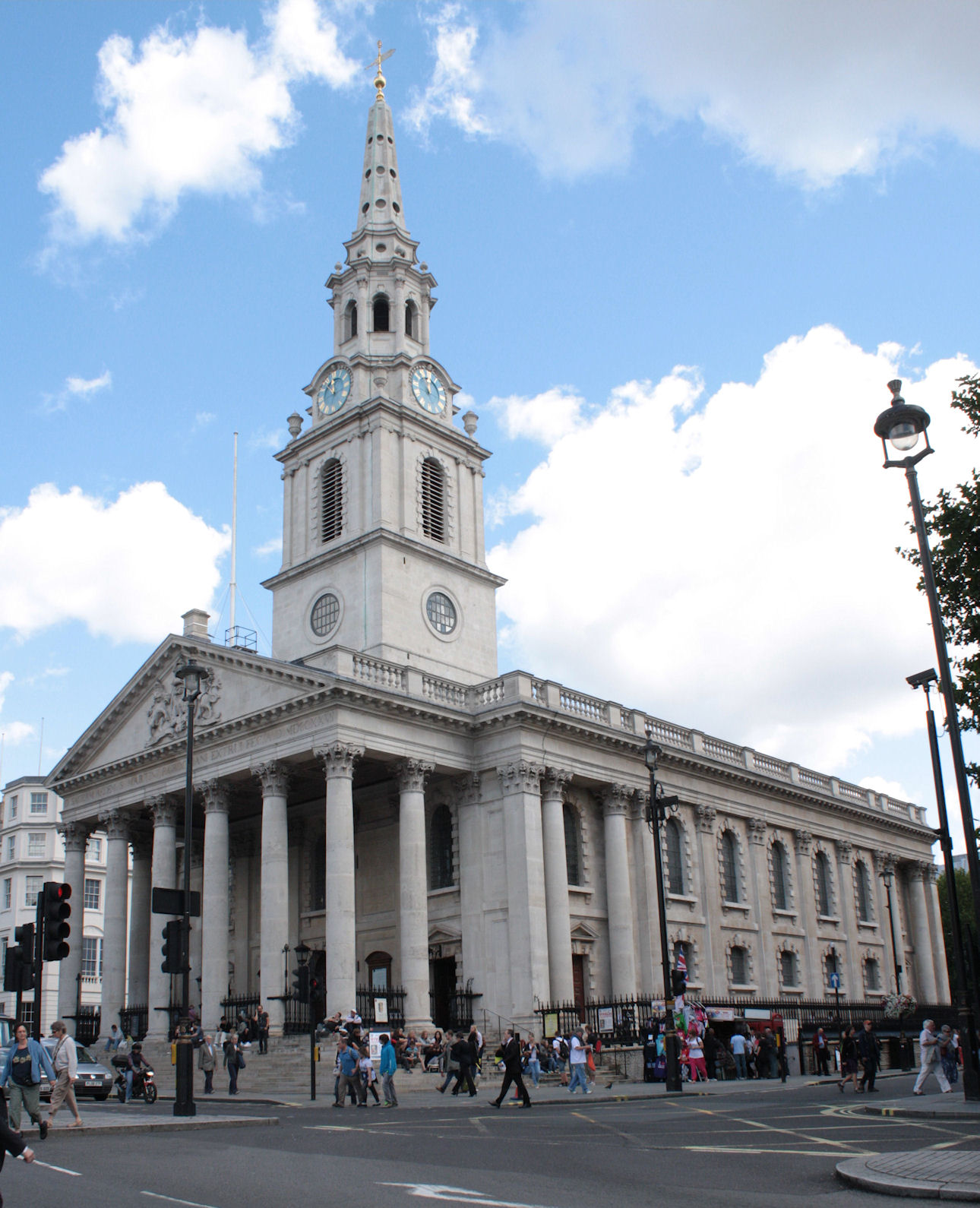
St Martin-in-the-Fields (1726) von James Gibbs

In der georgianischen Zeit wurden viele bürgerliche, kommerzielle und religiöse Gebäude errichtet. Kirchen aus der georgianischen Zeit waren noch immer sehr stark von den Entwürfen von Christopher Wren beeinflusst, der mit seinen Stadtkirchen in England Pionierarbeit bei der Verwendung klassischer Architektur bei der Kirchengestaltung geleistet hatte. Doch mit der abnehmenden Beliebtheit des Barockstils verfolgte die Kirchengestaltung im georgianischen Stil einen zurückhaltenderen palladianischen Ansatz als Wren. St Martin-in-the-Fields (1722) von James Gibbs ist eine archetypische Kirche dieser Zeit, eine einfache neoklassizistische „Tempelkirche“ mit zurückhaltenden palladianischen Ornamenten an der Außenseite und einem hohen Turm, der an die Stadtkirchen von Wren erinnert. Sein Format wurde in ganz England und im Ausland vielfach kopiert. Gibbs‘ St. Peter, Vere Street (1722) ist ein weiterer Indikator für die zunehmende Einfachheit der Kirchengestaltung im 18. Jahrhundert.
Palladianische Architektur dominierte die städtische Architektur im georgianischen London. Ein Beispiel dafür ist William Kents Horse Guards on Whitehall (1750), ein Versuch im strengen Palladianismus. Der wohl bedeutendste weltliche Architekturauftrag im georgianischen London war Somerset House am Strand, das eine Ansammlung von Regierungsbüros darstellte, mit der ein gleichnamiges Haus aus dem 16. Jahrhundert auf dem Gelände ersetzt wurde. Somerset House wurde von William Chambers entworfen und 1776 fertiggestellt. Das Gebäude bildet ein Viereck um einen großen Innenhof. Auf der Südseite der Außenfassade liegt eine große Terrasse mit Blick auf die Themse und auf Bodenhöhe ein Schleusentor, das vor dem Bau des Victoria Uferdamms direkt auf die Themse gerichtet war.
In der georgianischen Zeit wurden neue Brücken über die Themse gebaut; die ersten Brücken, die seit dem frühen Mittelalter in London gebaut wurden. Zu diesen Brücken gehörten die Westminster Bridge im Jahr 1750, die Blackfriars Bridge im Jahr 1769 und die Richmond Bridge im Jahr 1777; alle wurden im neoklassizistischen Stil erbaut. Mit Ausnahme der Richmond Bridge wurden alle diese Brücken inzwischen ersetzt. Diese waren von großer Bedeutung, da die London Bridge über 500 Jahre lang die einzige Brücke über den Fluss war. Der Bau der Brücken förderte die Entwicklung südlich des Flusses erheblich.

## Regency (1811–1837)

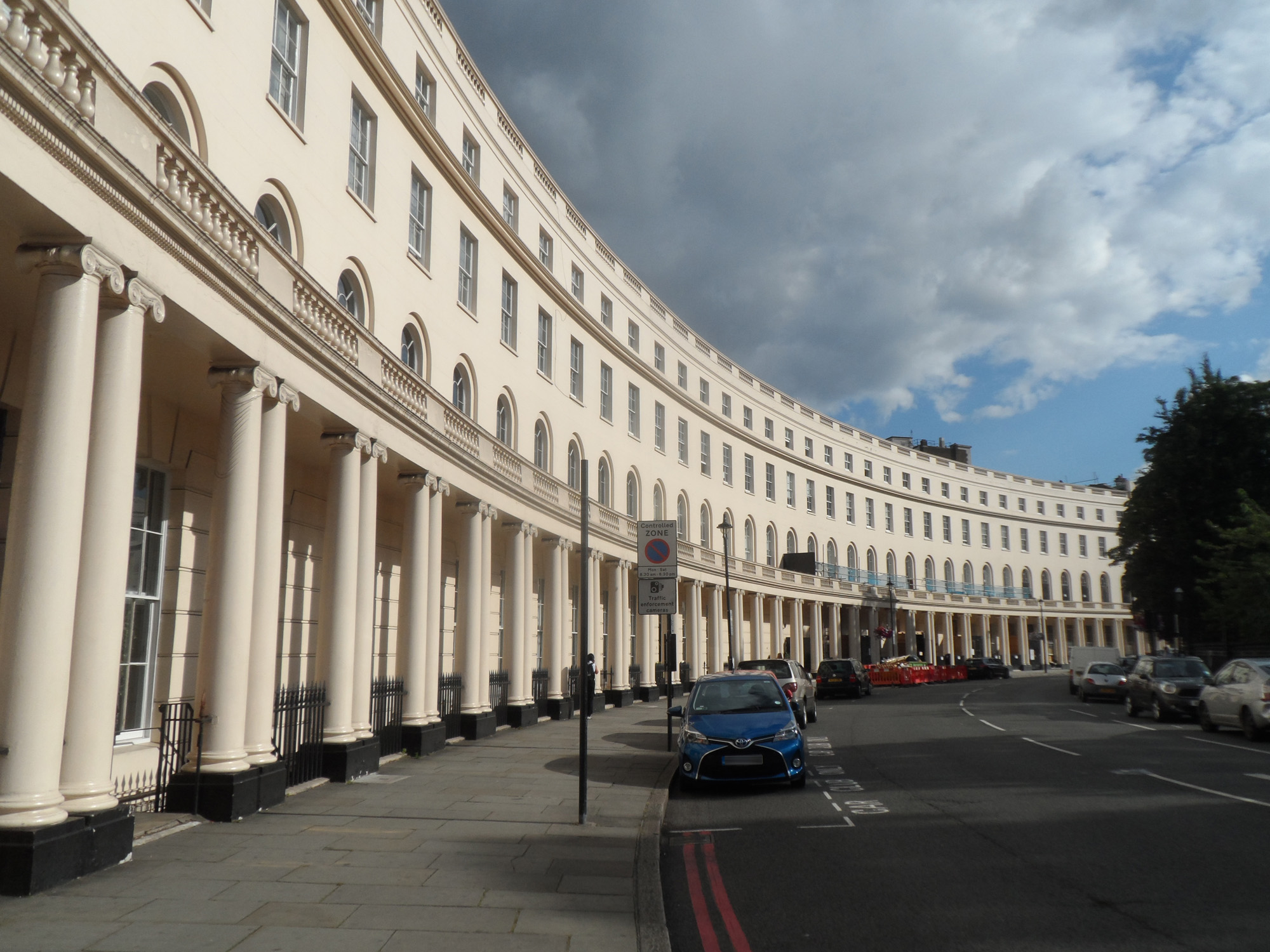
Park Crescent (1821), Architekt: John Nash, am Eingang zum Regent’s Park

In London gibt es einige der schönsten Beispiele aus der spätgeorgianischen Phase der britischen Architektur, die als Regency bekannt ist. Dies unterscheidet sich ästhetisch von der frühen georgianischen Architektur, setzt jedoch den Stiltrend des Neoklassizismus fort. Formell gesehen dauerte die Regentschaftsära nur von 1811 bis 1820, als der Prinzregent als Stellvertreter seines entmündigten Vaters Georg III. regierte, doch die dem zugerechneten Trends in Kunst und Architektur erstreckten sich ungefähr bis in die ersten 40 Jahre des 19. Jahrhunderts. Regency ist vor allem eine strenge Form des Klassizismus, die sich direkt auf die griechisch-römische Architektur bezieht. Die Regentschaft verwendete verstärkte Ornamente wie Friese mit figuralen oder vegetativen Motiven im Hoch- und Tiefrelief, Statuen, Urnen und Portiken, behielt aber gleichzeitig die klaren Linien und die Symmetrie der frühen georgianischen Architektur bei. Typisch georgianische Elemente wie Schiebefenster wurden beibehalten, ebenso wie Balkone im ersten Stock, die besonders in der Regentschaftszeit beliebt wurden und entweder mit filigranen gusseisernen Schnörkeln oder traditionellen Balustraden ausgestattet waren. Der auffälligste Unterschied zwischen der frühen georgianischen und der Regency-Architektur ist die Verkleidung zuvor unverputzter Ziegelfassaden mit cremefarbenem Stuck, der Marmor oder Naturstein imitieren soll. John Nash war der führende Vertreter des Regency-Klassizismus, und einige seiner besten Werke sind in London erhalten geblieben. Dazu gehören die großen Wohnterrassen rund um den Regent’s Park: Cumberland Terrace, Cambridge Terrace, Park Square und Park Crescent. Nashs starker Einsatz von Stuck an diesen Gebäuden war oft irreführend, da er dazu dienen konnte, minderwertige Konstruktionen zu verschleiern: Nash war finanziell an den Regent’s-Park-Projekten beteiligt.
Mit den Entwürfen für die anderen Terrassen des Regent’s Park (Cornwall Terrace, Clarence Terrace und York Terracen) wurde Decimus Burton (1800–1881) betraut, ein Architekt, der sich auf die griechische Renaissance spezialisiert hatte. Diese Terrassen weisen alle charakteristischen Merkmale des Regency-Klassizismus auf: imposante, tempelartige Fassaden, die mit glänzendem Stuck bedeckt sind, mit vorspringenden Veranden, Portiken mit korinthischen oder ionischen Kapitellen, großen Giebeln und figürlichen Friesen, die sich entlang des oberen Teils der Fassaden erstrecken. Burtons Entwurf für den Athenaeum Club (1830) in der Pall Mall, dessen skulpturaler Fries den kürzlich erworbenen Elgin Marbles im British Museum nachempfunden war, ist ein weiteres großartiges Beispiel. In der Nähe des Athenäums entwarf Nash an der Stelle des Carlton House die sogenannte „schönste Regency-Terrasse Londons“, die Carlton House Terrace (1829). Sie war 1826 abgerissen worden, nachdem der neue König Georg IV. in den Buckingham Palace gezogen war, und Nash wurde beauftragt, die Terrasse mit drei Häusern in seinem typischen, streng klassischen Stil zu entwerfen: mit Stuck verkleidet und mit einem imposanten korinthischen Portikus, Balkonen, Giebeln und Dachbrüstung, über einem Podium mit gedrungenen dorischen Säulen.

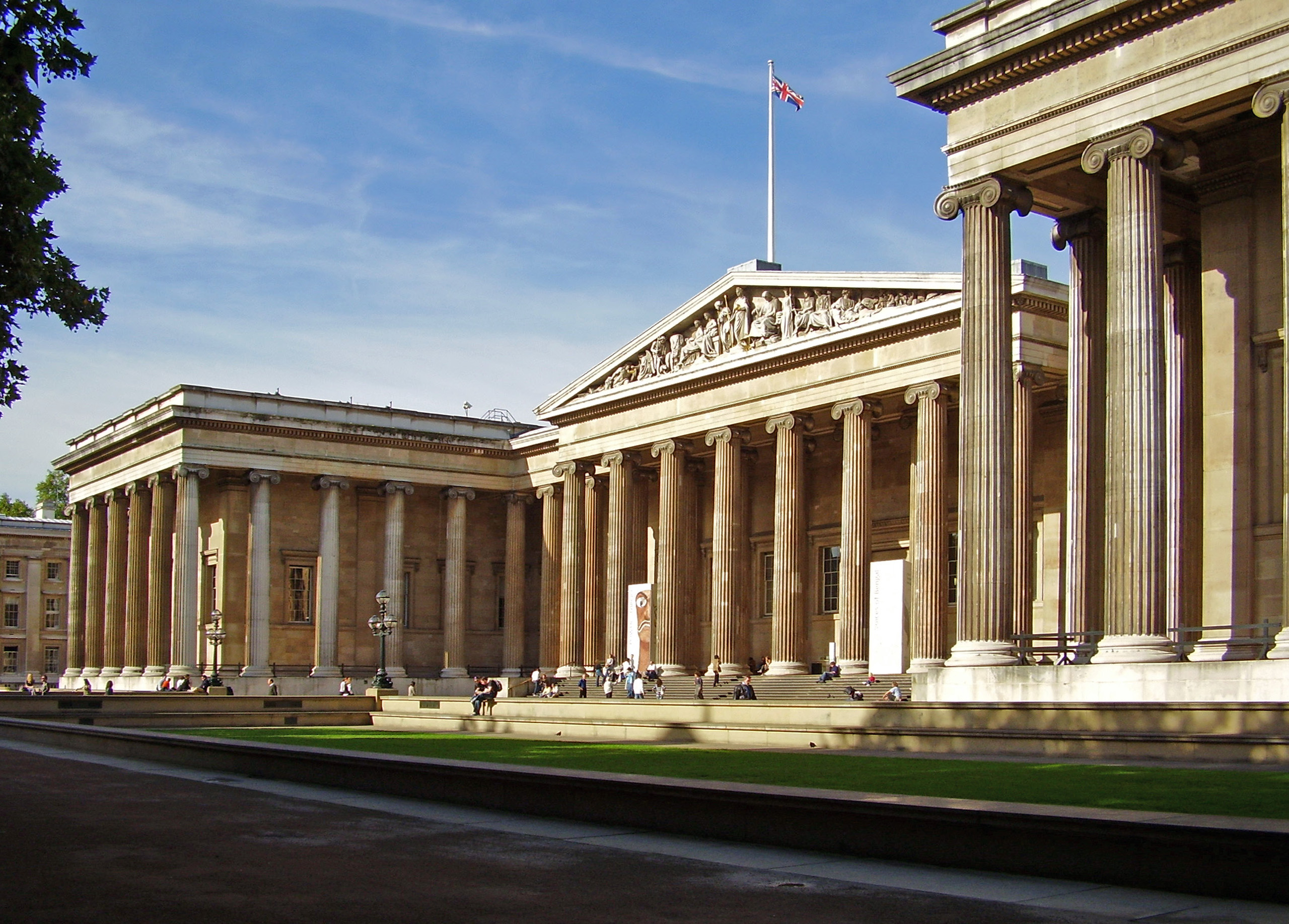
Das British Museum (1827) von Robert Smirke, ein bemerkenswertes Beispiel des Greek-Revival-Stils

Nashs prägendste Verbindung bestand mit dem Prinzregenten, seinem größten Förderer. Das nachhaltigste Erbe dieser Beziehung ist der Buckingham Palace, der nach Nashs Plänen vom bescheidenen Buckingham House unter George III. in einen großen neoklassizistischen Palast umgewandelt wurde. Ab 1825 erweiterte Nash das Haus nach Westen und fügte zwei flankierende Flügel hinzu, wodurch ein offener Vorplatz oder Ehrenhof mit Blick auf den St. James’s Park entstand. Der Stil ähnelt Nashs Terrassen am Rande des Regents Park, mit der Ausnahme, dass der Palast aus goldfarbenem Bath Stone statt aus Stuckziegeln erbaut wurde. An der Vorderfassade des Hauptblocks befindet sich unten ein zweistöckiger Vorbau mit dorischen Säulen, darüber hohe geriffelte korinthische Säulen und ein Giebel, der mit Statuen gekrönt und mit Hochreliefskulpturen geschmückt ist. Alle Merkmale des Regency-Neoklassizismus sind zu sehen, darunter ein umlaufender Fries mit vegetativem Rollwerk aus Coade-Stein, Balkone, die vom ersten Stock aus zugänglich sind, und ein Dachboden mit figürlichen Skulpturen, die auf Elgin-Marbles basieren. Die Westfront mit Blick auf den Hauptgarten verfügt in der Mitte über ein Erkerfenster mit einer langen Terrasse mit Balustraden und großen klassischen Urnen aus Coade-Stein. Vor dem Vorplatz befand sich ein monumentaler römischer Bogen, der dem Arc de Triomphe du Carrousel in Paris nachempfunden war und heute als Marble Arch an der nordöstlichen Ecke des Hyde Park steht. Der später, zu Beginn der Regierungszeit von Königin Victoria, vorgenommene Anbau des Ostflügels umschloss den Vorhof und schuf die seitdem bekannte Fassade des Buckingham Palace, aber der Großteil der Palastaußenseite mit Nashs Regency-Anbauten ist erhalten geblieben, insbesondere die lange Gartenfront an der Westseite.
Zeitgleich mit Nashs Bauarbeiten im Regent’s Park und St. James’ bietet die Entwicklung von Belgravia weiter westlich das einheitlichste und umfangreichste Beispiel der Regency-Architektur in London in Form von Belgrave Square, Eaton Square, Wilton Crescent und Chester Square. Der Bau einer äußerst exklusive Wohnsiedlung auf einem ehemals ländlichen Stück Land auf dem Grosvenor Estate wurde Thomas Cubitt übertragen und begann 1825 mit dem Belgrave Square. Die drei Hauptplätze wurden in den 1840er Jahren fertiggestellt und bezogen. Wie Nash entwarf Cubitt elegante klassische Terrassen. Alle waren mit weiß gestrichenem Stuck verkleidet, und der Eingang zu jedem Haus verfügte über vorspringende dorische Veranden, die Balkone im ersten Stock mit hohen Giebelfenstern trugen, und Dachböden, die nach griechischer Art auf Gesimsen ruhten.

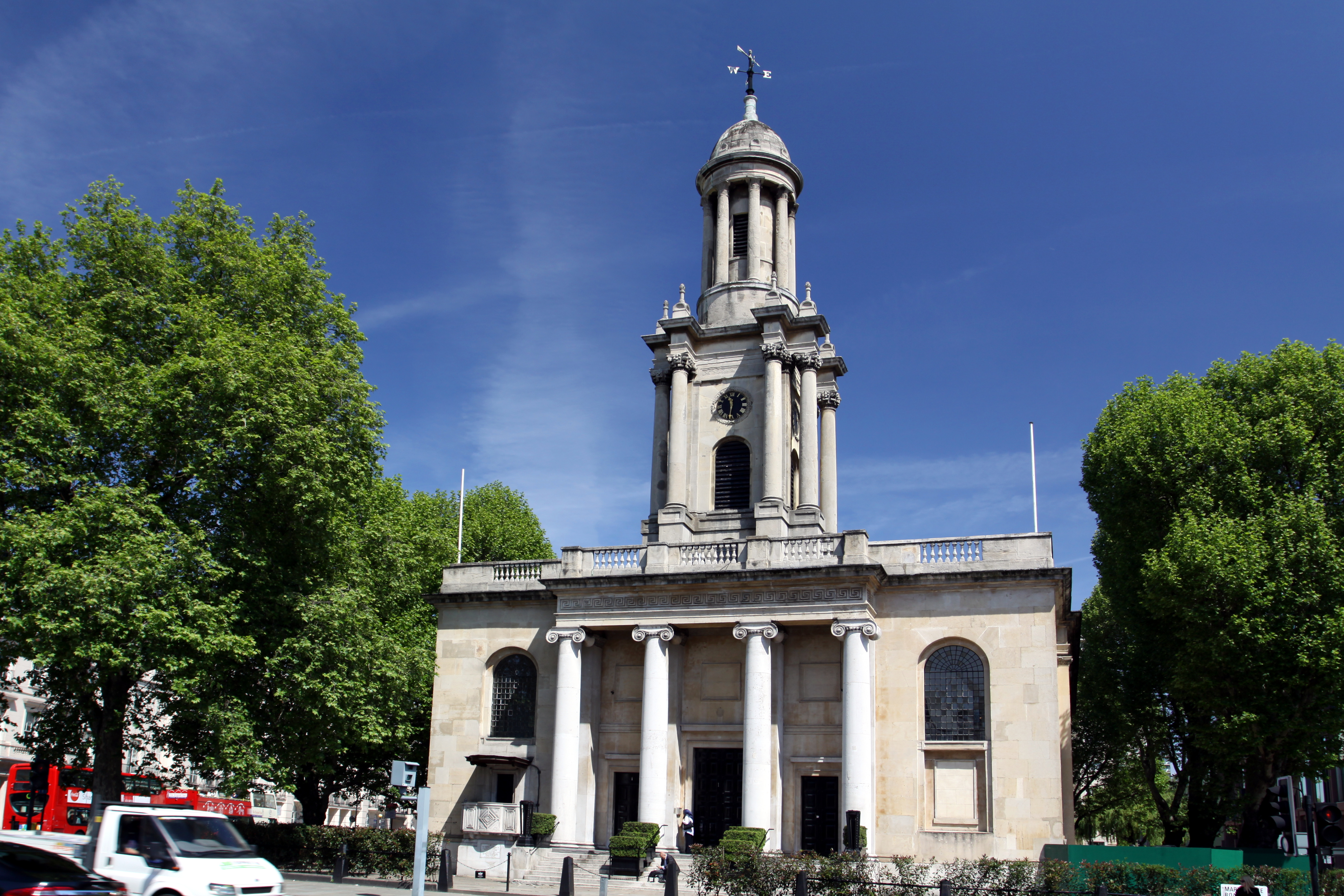
Holy Trinity, Marylebone (1827) von John Soane, eine „Waterloo-Kirche“

In der Regentschaftszeit wurden einige der schönsten neoklassizistischen Kirchen Londons gebaut, von denen viele als Commissioner's Churches (oder: Waterloo-Kirchen) bekannt sind. Eine Commissioner’s Church ist eine anglikanische Kirche, die mit Geldern gebaut wurde, die vom Parlament im Rahmen der Church Building Acts von 1818 und 1824 bewilligt wurden. Das Gesetz von 1818 sah einen Geldzuschuss vor und richtete die Church Building Commission ein, um die Verwendung der Mittel zu steuern, und gewährte 1824 einen weiteren Zuschuss. Der erste parlamentarische Zuschuss für Kirchen belief sich auf 1 Million Pfund (entspricht 73.550.000 Pfund im Jahr 2019). Der zweite parlamentarische Zuschuss von 1824 belief sich auf zusätzliche 500.000 Pfund (entspricht 44.320.000 Pfund im Jahr 2019). Zu den Commissioner-Kirchen in London gehören All Souls, Langham Place von John Nash: Der runde Turm wurde bewusst in einer Kurve der Regent Street von Nash platziert, um einen malerischen Blick vom Oxford Circus, dem schönen neoklassizistischen St. Mary's, Bryanston Square von Robert Smirke und St. Luke's, Chelsea, eine der ersten neugotischen Kirchen Londons, zu bieten: ein früher Hinweis auf die Abkehr vom Neoklassizismus, die später im 19. Jahrhundert folgte. Zu den weiteren schönen Regency-Kirchen gehört die St Pancras New Church (1822) von William und Henry Inwood: eine der authentischsten neogriechischen Kirchen in London, komplett mit einer Nachbildung der „Vorhalle der Jungfrauen“ aus dem Erechtheion-Tempel in Athen und St. Marylebone Pfarrkirche (1819) von Thomas Hardwick mit einem von vergoldeten Engeln gekrönten Turm.

## Viktorianisch (1837–1901)
Gebäude aus der viktorianischen Ära (1837–1901) und ihre vielfältigen Formen und Ornamente sind die größte Gruppe aller Architekturepochen in London. London erlebte in der viktorianischen Ära eine beispiellose Urbanisierung und ein beispielloses Wachstum, was mit dem Aufstieg Großbritanniens in der Weltwirtschaft und der globalen Vormachtstellung Londons als erste Metropole der modernen Welt zusammenfiel. Als politisches Zentrum des größten Imperiums der Welt und Handels- und Finanzzentrum der Pax Britannica spiegelt Londons Architektur den Wohlstand dieser Zeit wider.
Als London im 19. Jahrhundert wuchs, wandelte sich die frühere kompakte und enge Nachbarschaft verschiedener sozialer Schichten in der City of London zu einer Vorliebe für speziell entwickelte Vororte für bestimmte Bevölkerungsschichten. Dies spiegelt sich in Stilen der Wohn- und Gewerbearchitektur wider. Donald Olsen schrieb in The Growth of Victorian London, dass „der Wandel von multifunktionalen zu monofunktionalen Vierteln den allgegenwärtigen Trend zur Professionalisierung und Spezialisierung in allen Aspekten des Denkens und Handelns des 19. Jahrhunderts widerspiegelte.“

### Gothic Revival

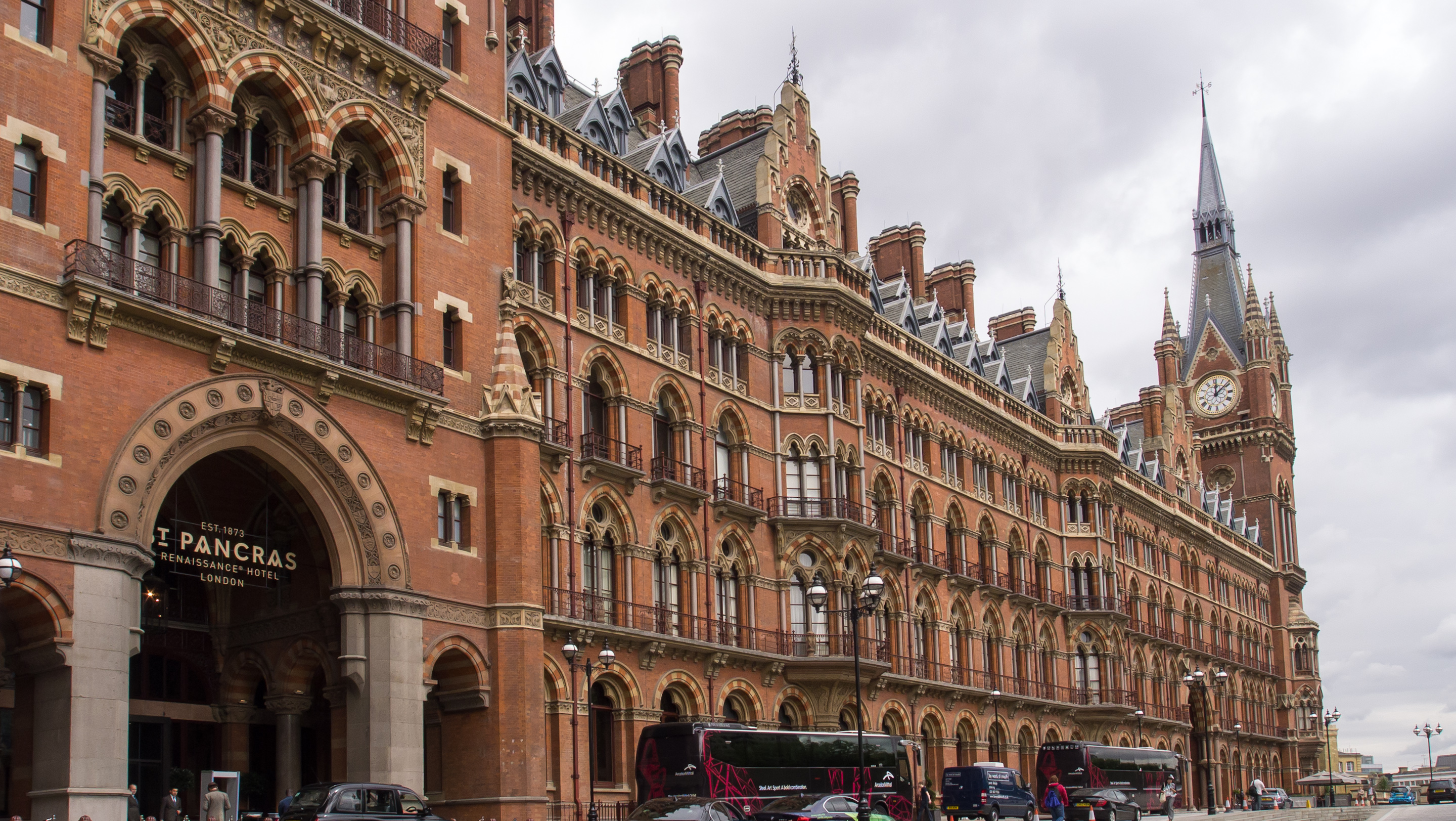
Die neugotische Architektur des Midland Grand Hotel am Bahnhof St Pancras (1868)

Der am weitesten verbreitete Architekturstil war die Neugotik, auch Gothic Revival genannt, verkörpert durch den neuen Palace of Westminster, der zwischen 1840 und 1876 nach Entwürfen von Charles Barry erbaut wurde. Die gotische Architektur verkörperte „den Einfluss der Londoner Vergangenheit“ und fiel damit zusammen mit der Romantik, einer kulturellen Bewegung, die alles Mittelalterliche verherrlichte. Die im Großbritannien der Mitte des Jahrhunderts vorherrschende Evangelisation war auch ein Faktor für die Begünstigung der Neugotik, die sich auf große englische Kathedralen wie Ely und Salisbury bezog. Neue Kirchen wurden nach üppigen und kunstvollen neogotischen Entwürfen gebaut, um die großen Kathedralen der Vergangenheit nachzuahmen. Zu den schönsten davon gehören die All Saints Margaret Street in Fitzrovia, die französisch-gotische St. Augustine's, Kilburn, entworfen von John Loughborough Pearson (gegründet 1870), St. Mary Magdalene, Paddington und St. Cuthbert's, Earls Court, entworfen von Hugh Roumieu Gough und dazwischen gebaut 1884 und 1887. Laut English Heritage verfügt St. Cuthbert's über „eine der aufwendigsten und konsistentesten Innenausstattungen aller viktorianischen Kirchen“ und ist „eines der reichsten kirchlichen Innenräume in London“. Das Meisterwerk von St. Cuthbert's ist in seinen Proportionen der Tintern Abbey nachempfunden und voller Dekorationen aus Marmor, Stein, Schmiedeeisen und Eiche. Es sind die 50 Fuß hohen hölzernen Retabel, die in einem kunstvollen spätgotischen spanischen Stil geschnitzt sind. Die führenden Befürworter der Neugotik waren Augustus Pugin (1812–1852), der mit der Innenarchitektur des Palace of Westminster betraut war, und John Ruskin (1819–1900), ein einflussreicher Kunstkritiker.
Kennzeichen der gotischen Architektur sind Maßwerk, eine Form zarter, netzartiger Verzierungen für Fenster, Brüstungen und alle äußeren Verzierungen. Symmetrische Linien, Spitzbögen, Türme und steile Dächer sind weitere Merkmale. Gusseisen und ab Mitte des 19. Jahrhunderts Weichstahl wurden in neugotischen Eisenkonstruktionen wie der Blackfriars Bridge (1869) und dem Bahnhof St Pancras (1868) verwendet. Weitere bedeutende Gebäude im neugotischen Stil sind die Royal Courts of Justice (1882), das Midland Grand Hotel (1873) neben dem Bahnhof St. Pancras, der Bahnhof Liverpool Street (1875) und das Albert Memorial (1872) in Kensington Gardens. Sogar die Vororte wurden in abgeleiteten neugotischen Stilen erbaut, die als „Wimbledon Gothic“ bezeichnet werden.

### Die industrielle Revolution: Eisenbahn- und Eisenarchitektur

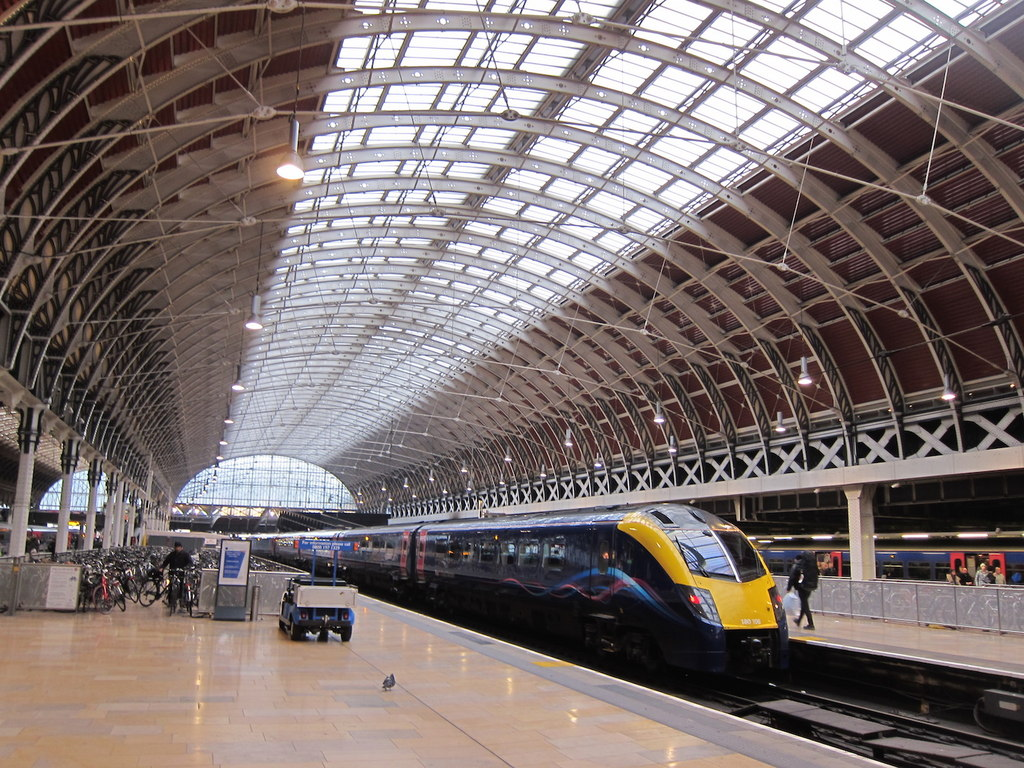
Der Bahnhof London Paddington (1854) von Isambard Kingdom Brunel, ein beeindruckendes Werk der viktorianischen Eisenbahnarchitektur

Die industrielle Revolution, die im späten 18. und frühen 19. Jahrhundert in Großbritannien begann, schuf zahlreiche neue Gebäudetypen und Infrastrukturen, die ein Produkt der neuen Industrien und Technologien waren. Das offensichtlichste Beispiel hierfür war die Einführung der Eisenbahn, die das Stadtbild und die Struktur Londons stark veränderte. Die erste Eisenbahn, die in London gebaut wurde, war die London and Greenwich Railway, eine kurze Strecke vom London Bridge nach Greenwich, die 1836 eröffnet wurde. Bald darauf folgten große Bahnhöfe, die London mit jedem Winkel Großbritanniens verbanden. Dazu gehörten der Bahnhof Euston (1837), der Bahnhof Paddington (1838), der Bahnhof Fenchurch Street (1841), der Bahnhof Waterloo (1848), der Bahnhof King’s Cross (1852) und der Bahnhof St Pancras (1868). London war außerdem die erste Stadt der Welt, die über ein U-Bahn-System verfügte. Da die Verkehrsstaus auf Londons Straßen immer schwerwiegender wurden, wurden Vorschläge für U-Bahnen zur Entlastung des Straßenverkehrs erstmals in den 1840er Jahren diskutiert, nachdem die Eröffnung des Themse-Tunnels im Jahr 1843 bewies, dass solche Ingenieurarbeiten erfolgreich durchgeführt werden konnten. Die 1860 begonnene und 1863 fertiggestellte Metropolitan Railway eröffnete das älteste Nahverkehrssystem der Welt, die London Underground. Er wurde in offener Bauweise erstellt, indem ein Graben von oben ausgehoben, dann verstärkte Ziegelwände und Gewölbe zur Bildung des Tunnels gebaut und der Graben mit Erde aufgefüllt wurde. Ein Teil der ursprünglichen U-Bahn-Architektur der Metropolitan Railway ist an der U-Bahn-Station Baker Street noch erhalten, einschließlich eines gemauerten Bogendachs mit Lüftungsöffnungen, um den Dampf der ursprünglichen viktorianischen Lokomotiven abzulassen.
Fortschritte in der Technik während der industriellen Revolution ermöglichten die Verwendung neuer Baumaterialien wie Eisen und ermöglichten dessen Verwendung beim Bau der ersten Eisenrahmenkonstruktionen der Geschichte. Eisenträger ermöglichten bei Neubauten eine beispiellose Spannweite und Höhe und hatten den zusätzlichen Vorteil, dass sie feuerfest waren. Die größte Demonstration der Möglichkeiten von Eisen stellte der Crystal Palace von Joseph Paxton dar, eine 9,2 Hektar großen Ausstellungshalle aus Gusseisen und Flachglas, die 1851 eröffnet wurde. Davor wurde Eisen bereits zur Umgürtung der Dächer der zwischen 1823 und 1827 erbauten King's Library im British Museum, des Reform Club (1837–1841), des Travellers Club (1832) und des neuen Palace of Westminster verwendet. Die mit dem Crystal Palace erzielten technologischen Fortschritte wurden in der zweiten Hälfte des Jahrhunderts auf den Bau der großen Londoner Bahnhöfe angewendet: St. Pancras, Liverpool Street, Paddington, King's Cross und Victoria. King's Cross war ein relativer Nachzügler. Er wurde 1851 erbaut, um den ankommenden Verkehr für die Crystal Palace-Ausstellung zu unterstützen. Die gewölbten Terminalschuppen aus Glas (jeweils 22 m breit) wurden mit laminierten Holzrippen verstärkt, die in den 1870er Jahren durch Gusseisen ersetzt wurden. London Paddington hatte bereits das Modell für Bahnhöfe mit eisernen Stützpfeilern und Fachwerken vorgegeben, als er 1854 nach den Entwürfen des größten viktorianischen Ingenieurs, Isambard Kingdom Brunel, fertiggestellt wurde.

### Viktorianische Wohnbaustile

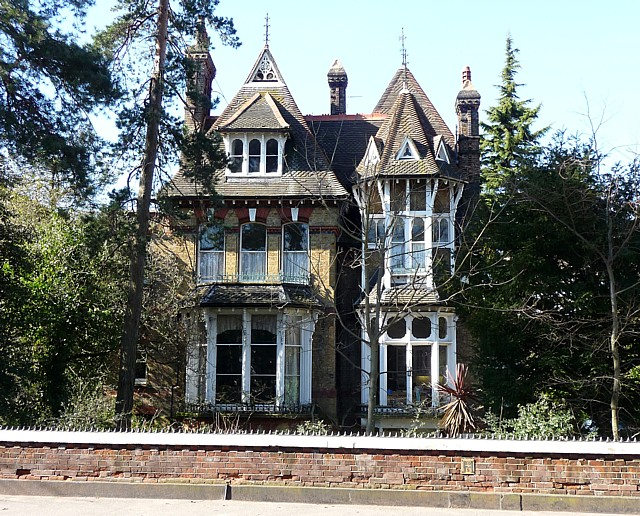
Rockmount, Crystal Palace (1873), eine prächtige viktorianische Villa im neugotischen Stil

Die große Expansion Londons im 19. Jahrhundert wurde durch den Wohnungsbau vorangetrieben, um der schnell wachsenden Bevölkerung der Stadt gerecht zu werden. Das Wachstum des Straßenbaus und der Eisenbahnen in dieser Zeit förderte die Ausweitung der Vororte nach außen, ebenso wie der kulturelle Impuls, der Innenstadt zu entfliehen und die Trennung von „Arbeit“ und „Leben“ zu ermöglichen. Vororte unterschieden sich enorm in ihrem Charakter und im relativen Reichtum ihrer Bewohner, wobei einige für die sehr Wohlhabenden und andere für die untere Mittelschicht bestimmt waren. Sie ahmten häufig den Erfolg früherer Perioden spekulativer Wohnungsbauprojekte aus der georgianischen Ära nach, auch wenn im viktorianischen Zeitalter in London eine viel größere Auswahl an Vorstadtwohnungen gebaut wurde. Reihenhäuser, Doppelhäuser und Einfamilienhäuser entwickelten sich alle in einer Vielzahl von Stilen und Typologien mit einer nahezu endlosen Variation in der Gestaltung von Straßen, Gärten, Häusern und dekorativen Elementen.
Zu Beginn des viktorianischen Zeitalters waren die Häuser bis in die 1840er Jahre vom Klassizismus der Regency-Architektur beeinflusst. Die Einfachheit des Regency-Klassizismus geriet jedoch mit zunehmendem Wohlstand in Misskredit, und in den 1850er Jahren beeinflusste der italienisierende Stil die Wohnarchitektur, die nun unterschiedliche Mengen an Stuck enthielt. Ab den 1850er Jahren wurden Wohngebäude zunehmend von der Neugotik beeinflusst und enthielten Merkmale wie spitze, vorspringende Veranden, Ausluchten (Bay windows) und grauen Schiefer. Dieser fortschreitende Stilwandel war auf mehrere Faktoren zurückzuführen. In den 1850er Jahren wurden diese Produkte durch die Abschaffung der Steuer auf Glas und Ziegel billiger, während geeignete Materialien und die Einführung der Eisenbahn es ermöglichten, sie anderswo kostengünstig und in Standardgrößen und -methoden herzustellen und an die Baustelle zu bringen. Ab den 1850er Jahren wurden schrittweise Bauvorschriften eingeführt.

### Spätviktorianischer Historismus

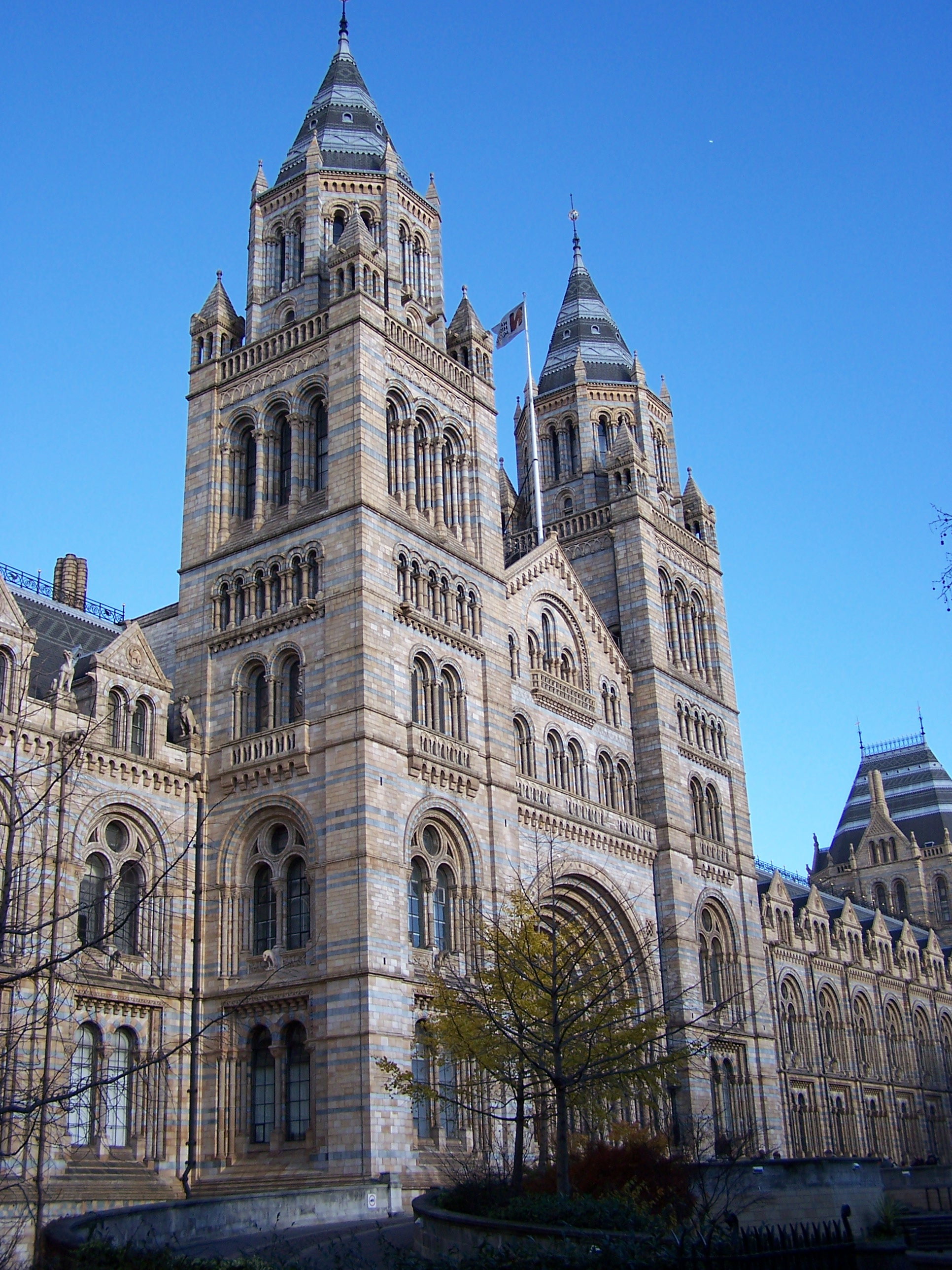
Naturhistorisches Museum (1881): ein Beispiel für neoromanischen Stil und dekorative Verwendung von Terrakotta.

Obwohl die viktorianische Architektur am engsten mit der Neugotik verbunden ist, waren im viktorianischen Zeitalter auch viele andere historistische Stile beliebt, insbesondere gegen Ende des 19. Jahrhunderts, als die Popularität der Neugotik zu schwinden begann. Dazu gehörten Neorenaissance, britisches Queen-Anne-Revival, orientalisierende Architektur, neobyzantinische Architektur, Neuromanik, italianisierende Architektur und Neoklassizismus sowie Gebäude, die oft eine Vielzahl dieser unterschiedlichen historischen Einflüsse auf eine Art und Weise vermischten, die über stilistische Kategorien hinausging. Auch neue Stile, die nicht auf der Wiederbelebung historischer Architektur beruhten, wurden eifrig übernommen, wie etwa die Stilrichtung des Second Empire, die in den 1870er Jahren aus Frankreich kopiert wurde.
Der vielleicht einzigartigste neue Stil, der im späten 19. Jahrhundert entstand, war die Arts and Crafts-Bewegung. Die Arts-and-Crafts-Bewegung spiegelte und beeinflusste den damals in Europa vorherrschenden Jugendstil und artikulierte sich als Reaktion auf die Veränderungen, die die industrielle Revolution mit sich brachte, indem sie traditionelle Handwerkskunst und dekorative Motive umfasste, die von der Romantik, dem Mittelalter und der Natur inspiriert waren. Der produktivste Architekt dieses Stils in London war Charles Harrison Townsend, der das Horniman Museum (1900) und die Whitechapel Art Gallery (1900) entwarf: zwei höchst einzigartige und unorthodoxe Gebäude, die von Nicholas Pevsner als „ohne Frage das bemerkenswerteste Beispiel einer rücksichtslosen Ablehnung der Tradition unter den damaligen englischen Architekten“ beschrieben wurden. Dieser Experimentalismus der Arts and Crafts-Bewegung machte sie zu einem wichtigen prägenden Einfluss auf die modernistische Architektur in Großbritannien im frühen 20. Jahrhundert.
Die vielleicht bedeutendste Entwicklung bei der Verwendung von Baumaterialien im späten 19. Jahrhundert war die Verwendung von Terrakotta als dekorative Applikation an der Außenfassade von Gebäuden. Ganze Gebäude waren mit kunstvoll geformten Terrakottafliesen bedeckt, wie das Natural History Museum (1880), das wiederaufgebaute Kaufhaus Harrods (1895–1905) und das Prudential Assurance Building in Holborn Bars (1885–1901). [78] Terrakotta hatte den Vorteil, dass es farbenfroh war und im Gegensatz zu Ziegeln und Steinen nicht die starke Luftverschmutzung des viktorianischen London absorbierte. Wie Ben Weinreb die Verwendung von Terrakotta beschrieb: „Es fand den größten Anklang bei den protzigeren Gebäudetypen mit Eigenwerbung wie Geschäften, Theatern, Pubs und den größeren Stadtbüros.“
Trotz des explosionsartigen Wachstums des viktorianischen London und der Größe eines Großteils der dortigen Bauten herrschte in den 1880er und 1890er Jahren die zunehmende Überzeugung, dass Londons Stadtgefüge anderen europäischen Städten unterlegen und für die Hauptstadt des größten Imperiums der Welt ungeeignet sei. Abgesehen von großen Infrastrukturprojekten wie dem Bau der Eisenbahnen, des Thames Embankment und der Tower Bridge gab es in London im viktorianischen Zeitalter kaum eine kohärente Stadtplanung. Kritiker verglichen London mit Städten wie Paris und Wien, wo staatliche Eingriffe und großflächige Abrisse eine regelmäßigere Ordnung mit breiten Boulevards, Panoramen und architektonischer Einheitlichkeit geschaffen hatten. London sei „sichtbar die Bastion privater Eigentumsrechte“, was den Eklektizismus seiner Gebäude erklärt. Dies motivierte Entwicklungen wie The Mall und Admiralty Arch in der Edwardianischen Zeit, in dem Versuch, ein Bild imperialer Pracht und Prunk zu schaffen.

## Edwardianische Architektur (1901–1914)

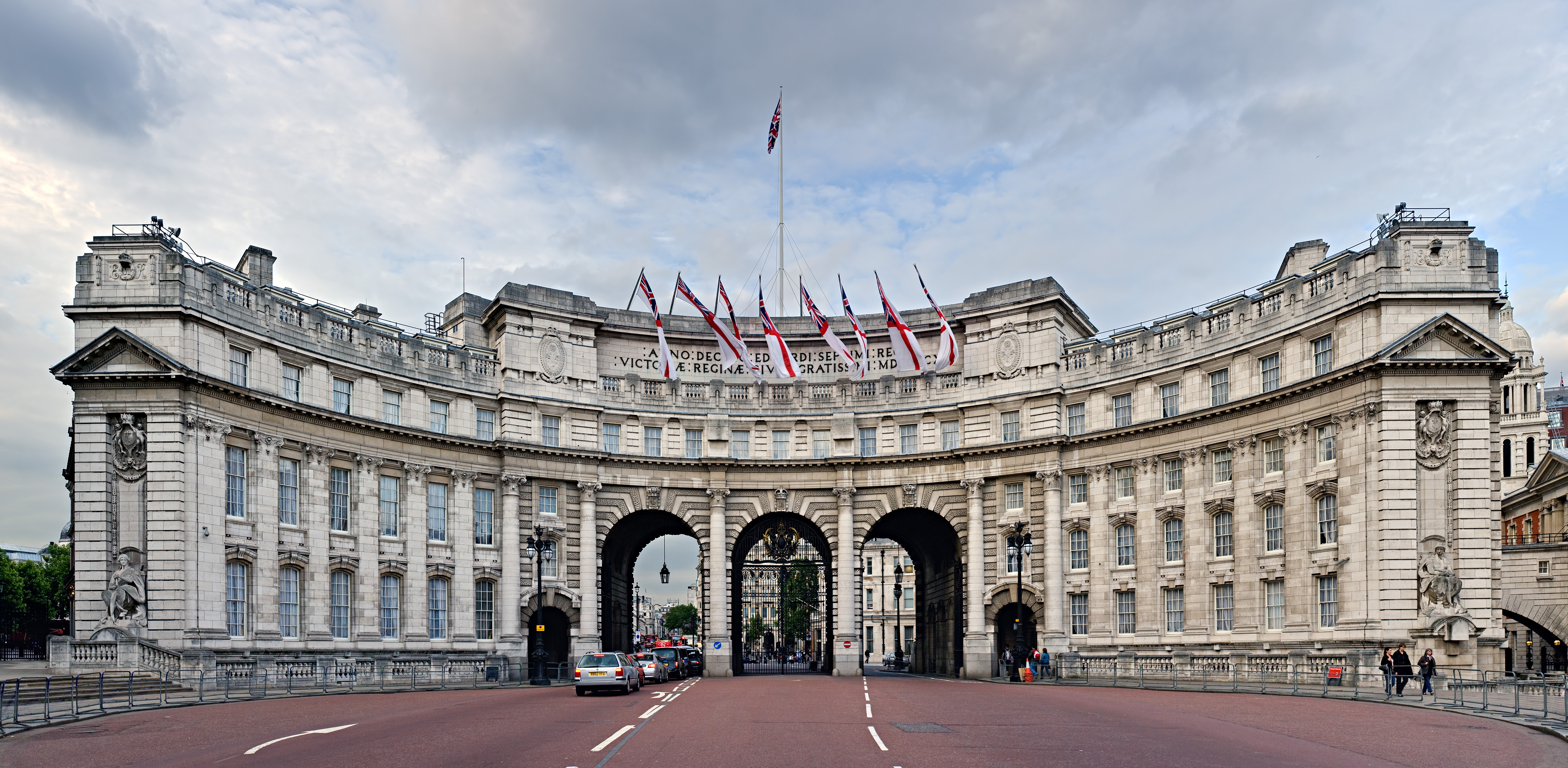
Admiralty Arch, The Mall, im Auftrag von König Edward VII. und entworfen von Aston Webb (1912)

Der Anbruch des 20. Jahrhunderts und der Tod von Königin Victoria (1901) brachten einen Wandel im architektonischen Geschmack und eine Gegenbewegung gegen den Viktorianismus. Dabei gelangte Wrens Werk zu neuem Einfluss. Die Popularität des Neoklassizismus, die in der zweiten Hälfte des 19. Jahrhunderts kaum noch vorhanden war, erwachte mit den neuen Stilen der Beaux-Arts und des edwardianischen Barocks, auch „Grand Manner“ oder „Wrenaissance“ genannt, zu neuem Leben zu dieser Bewegung. Die neoklassizistische Architektur passte zu einer „Kaiserstadt“ wie London, weil sie an die Pracht des Römischen Reiches erinnerte und monumentale Ausmaße hatte. Zu den Markenzeichen gehören rustiziertes Mauerwerk, gebänderte Säulen oder Ecksteine aus abwechselnd glattem und rustiziertem Mauerwerk, übertriebene Voussoirs für gewölbte Öffnungen, freistehende Säulen oder halbgeschlossene Pilaster mit korinthischen oder ionischen Kapitellen sowie Kuppeldächer mit begleitenden Eckkuppeln oder kunstvollen Kuppeln. Bei der Übernahme solcher Stile erinnerten Architekten der Edwardianischen Zeit an englische Barockbauten wie die St Paul’s Cathedral und das Banqueting House von Inigo Jones. Kommunale, staatliche und kirchliche Gebäude der Jahre 1900–1914 übernahmen eifrig neobarocke Architektur für große Bauwerke wie Old Bailey (1902), County Hall (begonnen 1911), das Gebäude der Port of London Authority (begonnen 1912), das Kriegsministerium (1906) und die Westminster Central Hall (1911).
Zu den beeindruckendsten Geschäftsgebäuden, die während der Edwardianischen Ära errichtet wurden, gehören das Ritz Hotel on Piccadilly (1906), das Piccadilly Hotel von Norman Shaw (1905), das Kaufhaus Selfridges (1909) und das Kaufhaus Whiteleys (1911). Alle wurden in Variationen des Neoklassizismus erbaut: Beaux-Arts, Neobarock oder Louis-seize. Die Firma der Architekten Mewès & Davis, die Absolventen der École nationale supérieure des beaux-arts de Paris waren, spezialisierte sich auf französische Architektur des 18. Jahrhunderts, insbesondere auf Louis-seize. Dies zeigt sich im Ritz Hotel und im Inveresk House, dem Hauptsitz der Morning Post, in Aldwych.
Die Beliebtheit von Terrakotta für Außenverkleidungen ließ zugunsten glasierter Keramikfliesen nach, die als glasierte architektonische Terrakotta bekannt waren (damals oft „Fayence“ genannt). Herausragende Beispiele sind das Strand Palace Hotel (1909) und das Regent Palace Hotel (1914), beide mit cremefarbenen „Marmo“-Fliesen verkleidet, hergestellt von Burmantofts Pottery, das Michelin-Haus (1911) und das Debenham House (1907). Die im Edwardianischen Zeitalter gebauten Londoner U-Bahn-Stationen, insbesondere die der Piccadilly-Linie und der Bakerloo-Linie, verfügen alle über eine von Leslie Green entworfene glasierte Fliesenverkleidung. Die charakteristischen Merkmale dieser Bahnhöfe sind glasierte ochsenblutrote Kacheln für die Außenfassaden des Bahnhofs, mit grünen und weißen Kacheln verkleidete Fahrkartenhallen und Bahnsteige, die in individuellen Farbzusammenstellungen dekoriert sind, die zwischen den Bahnhöfen variieren. Glasierte Fliesen hatten den zusätzlichen Vorteil, dass sie leicht zu reinigen und unempfindlich gegenüber der verschmutzten Atmosphäre Londons waren.
Die beiden wichtigsten architektonischen Errungenschaften in London während der Edwardianischen Zeit waren der Bau von Kingsway und die Schaffung einer riesigen Prozessionsstraße, die sich vom Buckingham Palace bis zur St. Paul's Cathedral erstreckte. Es wurde festgestellt, dass es in London leider an einer großen Paraderoute für Staatsaufführungen mangelte, die in europäischen Städten üblich ist. Um dies zu erreichen, wurde eine Gruppe von Gebäuden zwischen The Mall und Trafalgar Square abgerissen und durch das prächtige neobarocke Gebäude Admiralty Arch ersetzt. Dadurch entstand eine große Ost-West-Paraderoute, die den Buckingham Palace, den Trafalgar Square über den Admiralty Arch umfasste, dann mit dem neu verbreiterten Strand verband und von dort zur Fleet Street führte. Das 25 Meter hohe Victoria Memorial wurde vor dem Buckingham Palace errichtet (1911 enthüllt) und von vier zeremoniellen Toren umgeben, die den britischen Herrschaftsgebieten gewidmet sind: Canada Gate, Australia Gate, South und West Africa Gates. Im Jahr 1913 wurde der verfallende Caen-Stein an der Fassade des Buckingham Palace, der durch Verschmutzung und Verfall geschwärzt war, durch eine eindrucksvollere Verkleidung aus Portland-Stein ersetzt.
Kingsway, ein 30 Meter breiter Boulevard mit unterirdischem Straßenbahntunnel, der sich in Nord-Süd-Richtung vom Strand bis High Holborn erstreckt, war der Höhepunkt eines Slumräumungs- und Stadterneuerungsprojekts, das durch das Strand Improvement Bill von 1899 initiiert wurde. Dies beinhaltete die Räumung eines berüchtigten Slums in Holborn, bekannt als Clare Market, zwischen Covent Garden und Lincoln’s Inn Fields. Der Abriss zerstörte Gebäude aus der elisabethanischen Zeit, einige der wenigen, die den Großen Brand von 1666 überstanden hatten. An seiner Stelle wurden Kingsway und Aldwych gebaut, wobei letztere eine halbmondförmige Straße war, die den Strand mit Kingsway verband. Die Nordseite des Strandes wurde abgerissen, wodurch die Straße verbreitert und eindrucksvollere und architektonisch solidere Gebäude errichtet werden konnten. An diesen großartigen neuen Boulevards befanden sich beeindruckende neue Theater, Hotels und diplomatische Kommissionen in imposanten neoklassizistischen, mit Portlandsteinen verkleideten Designs. Zu diesen neuen Gebäuden gehörten die Hauptquartiere der wichtigsten britischen Besitztümer: India House, Australia House und das South Africa House, das in den 1930er Jahren gegenüber dem Trafalgar Square erbaut wurde. Es gab Pläne, zwei Kirchen entlang des Strandes abzureißen, St. Mary le Strand und St Clement Danes, letztere von Christopher Wren entworfen, weil sie in die Straße hineinragten und zu Verkehrsstaus führten. Nach öffentlichem Aufschrei wurde der Strand stattdessen verbreitert, um ihn um diese Kirchen herumzuführen und in der Mitte „Inseln“ zu schaffen.

### Stahl

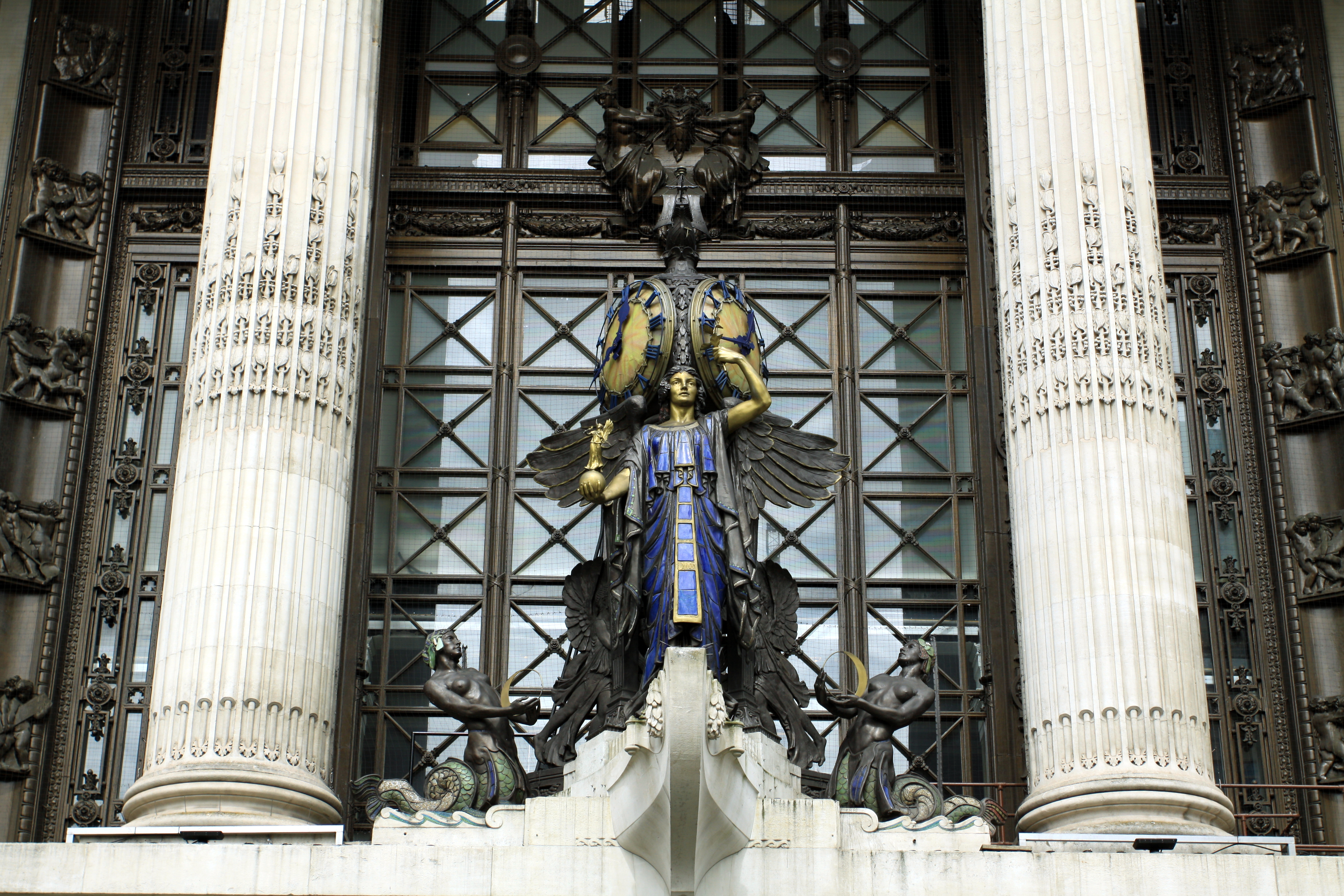
Die extravaganten Selfridges mit Stahlrahmen in der Oxford Street (1909) sind ein seltenes Beispiel der französischen Beaux-Arts-Bewegung in London

Im ersten Jahrzehnt des 20. Jahrhunderts machte die Verwendung von Stahl zur Verstärkung neuer Gebäude enorme Fortschritte. Stahlpfeiler wurden isoliert zur Unterstützung des National Liberal Club (1886) und des wiederaufgebauten Kaufhauses Harrods (1905) verwendet. Bei der Erweiterung des Savoy Hotels in den Jahren 1904–05 wurde für den gesamten Bau eine Stahlkonstruktion verwendet, dicht gefolgt vom Ritz Hotel (1906); Letzteres erlangte in der Öffentlichkeit den Ruf, das erste Gebäude in London zu sein, das einen Stahlskelettbau hatte. Die Fülle an Kuppeln in der Edwardianischen Zeit ist teilweise auf Stahlträger zurückzuführen, die große Kuppeln leichter, billiger zu bauen und einfacher zu konstruieren machten.
Das Kaufhaus Selfridges in der Oxford Street, das Kaufhäusern im amerikanischen Stil nachempfunden war, war der wahre Wendepunkt, denn seine Größe war für britische Verhältnisse beispiellos und übertraf die geltenden Bauvorschriften bei weitem. Um die Baugenehmigung zu erhalten, arbeitete Selfridges Architekt Sven Bylander (der für das Ritz verantwortliche Ingenieur) eng mit dem London County Council (LCC) zusammen, um die völlig veralteten Vorschriften des LCC zur Verwendung von Stahl aus dem Jahr 1844 zu aktualisieren. 1907 erhielt er die Zustimmung für seine Pläne, und als Selfridges 1909 eröffnet wurde, verabschiedete das LCC den LCC (General Powers) Act (den Steel Act), der umfassende Richtlinien für Stahlskelettgebäude und einen optimierten Prozess zur Erlangung einer Baugenehmigung vorsah. Zu diesem Zeitpunkt war die Stahlverstärkung in jedem größeren öffentlichen oder kommerziellen Gebäude unabdingbar, wie man an den neuen Gebäuden sehen konnte, die entlang Aldwych und Kingsway immer zahlreicher wurden.

## Art-Déco- und Zwischenkriegsarchitektur (1919–1939)

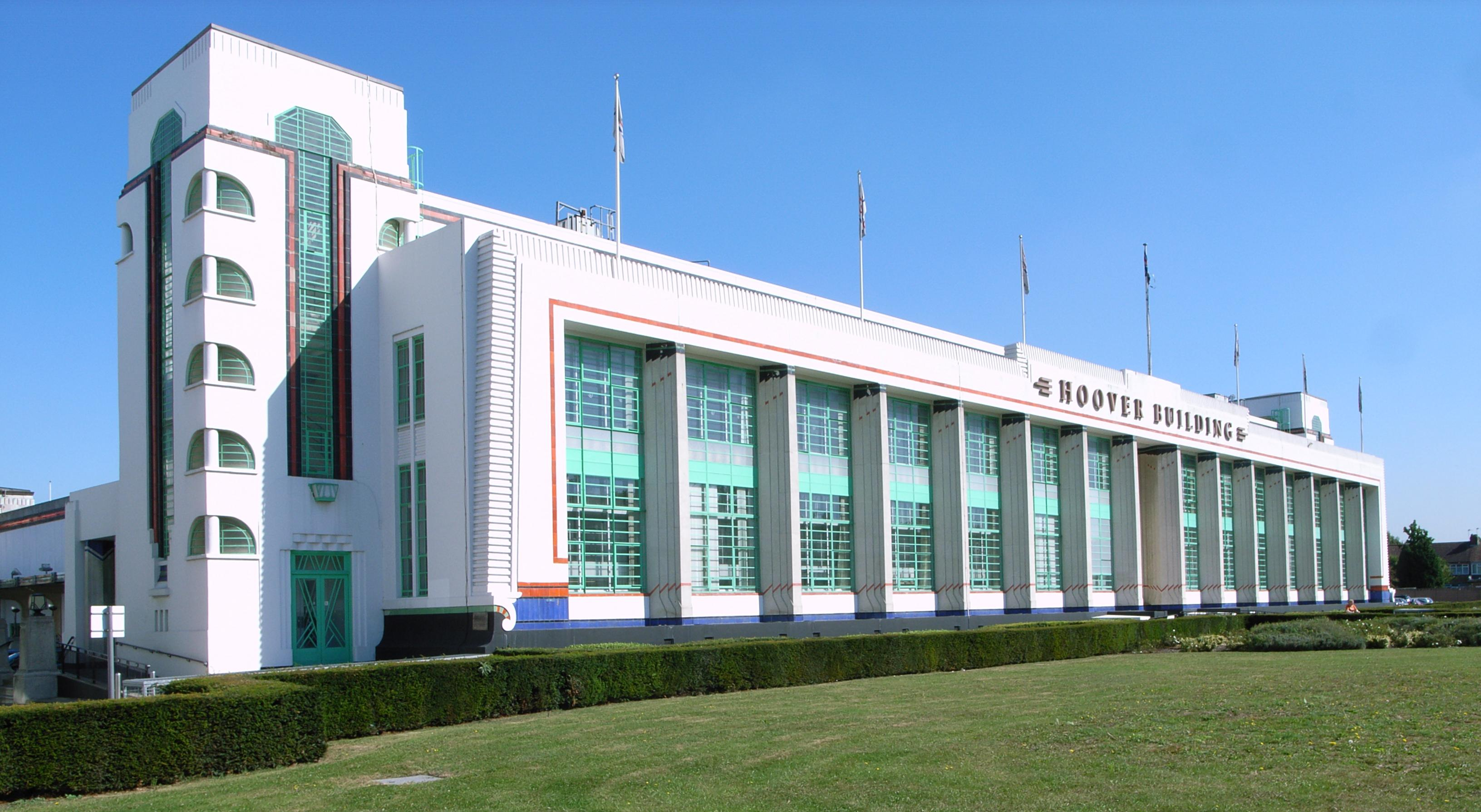
Das Hoover-Gebäude (1931), Art Deco und „Bypass Modern“-Industriestil

Nach dem Ende des Ersten Weltkriegs wurden mehrere herausragende Bauprojekte, die vor 1914 begonnen wurden, endgültig abgeschlossen. Die düstere Stimmung und die angespannten finanziellen Verhältnisse im Großbritannien der Zwischenkriegszeit machten den extravaganten Neobarockstil für neue Architektur nicht mehr geeignet. Stattdessen ließen sich britische Architekten von den strengen, klaren Linien der georgianischen Architektur inspirieren. Folglich war Neo-Georgian bis weit in die 1960er Jahre der bevorzugte Stil für die Stadt- und Regierungsarchitektur. Der Verkauf und Abriss vieler der prächtigsten Adelshäuser Londons führte zu einigen der größten privaten Bauprojekte der Zwischenkriegszeit, die nach Art-déco- oder neogeorgianischen Entwürfen errichtet wurden. Dazu gehören das Hotel The Dorchester (Art Deco) und das Grosvenor House Hotel (neo-georgianisch) an der Park Lane, beide auf dem Gelände gleichnamiger prächtiger Londoner Häuser. Viele Gebäude rund um georgianische Plätze im Zentrum Londons wurden abgerissen und ironischerweise durch neogeorgianische Gebäude in nahezu identischem Stil, aber größer, ersetzt. Am Grosvenor Square, dem exklusivsten Platz Londons, wurden die ursprünglichen georgianischen Gebäude abgerissen und stattdessen einheitliche neogeorgianische Stadthäuser errichtet, die den Platz derzeit an der Nord-, Ost- und Südseite umgeben. Am St. James’s Square wurden mehrere Gebäude abgerissen und im neo-georgianischen Stil wieder aufgebaut, darunter das Norfolk House.
Die neoklassizistische Architektur blieb bei großen Bauprojekten in London beliebt, verzichtete jedoch auf die schwere Verzierung und die kühnen Proportionen des Barock. Es blieb der bevorzugte Stil für Banken, Finanzhäuser und Verbände, die Prestige und Autorität vermitteln wollten. Das vielleicht prominenteste Beispiel des Neoklassizismus der Zwischenkriegszeit ist die wiederaufgebaute Bank of England in der City of London, die von Sir Herbert Baker entworfen und zwischen 1921 und 1937 erbaut wurde. Der einflussreichste Vertreter des Neoklassizismus im Großbritannien der Zwischenkriegszeit war Sir Edwin Lutyens. Seine charakteristische Form des Neoklassizismus ist in London mit dem Cenotaph zu sehen, dem monolithischen, stromlinienförmigen Kriegsdenkmal aus Portlandstein auf Whitehall, dem Gebäude der Midland Bank und dem Britannic House im Finsbury Circus, beide in der City of London, und der Hauptsitz der British Medical Association am Tavistock Square, Bloomsbury. In Westminster ist das Devonshire House ein schönes Beispiel des Neoklassizismus der Zwischenkriegszeit, ein Bürogebäude, das zwischen 1924 und 1926 an der Stelle des ehemaligen Londoner Hauses der Herzöge von Devonshire errichtet wurde. Der Klassizismus dieses Stils wurde fast ausschließlich im allseits beliebten Portland-Stein ausgeführt.

### Art-Deco-Architektur

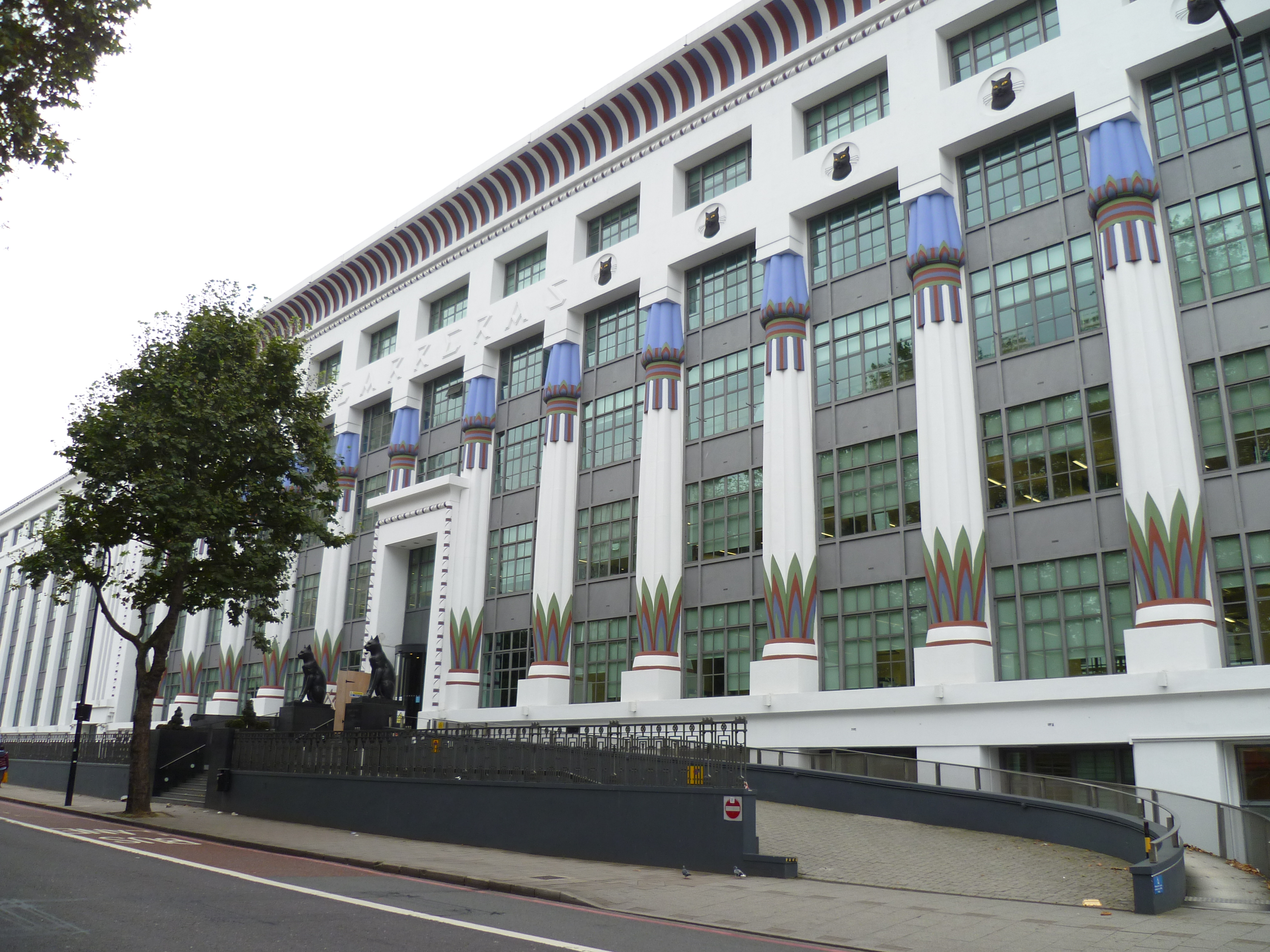
Carreras-Zigarettenfabrik, ägyptisch beeinflusstes Art Deco

Art déco existierte neben den vorherrschenden neogeorgianischen und neoklassizistischen Architekturformen, die in der Hauptstadt in den 1920er und 1930er Jahren verwendet wurden, war jedoch von etwa 1925 bis in die späten 1930er Jahre ein äußerst beliebter Stil. Der wahre Impuls war die Internationale Ausstellung für moderne dekorative und industrielle Kunst im Jahr 1925 in Paris, wo Art déco etwa 20 Jahre zuvor entwickelt worden war. London wurde neben New York City und Paris zu einem innovativen und experimentellen Ort für die Art-déco-Architektur. Dies zeichnet sich durch klare Linien, Kurven, geometrische Muster, kräftige Farben und kunstvolle, stilisierte skulpturale Akzente aus. Art déco wurde vor allem von „modernen“ Unternehmen und denjenigen, die ihre Modernität und zukunftsorientierte Haltung bewerben wollten, mit großer Begeisterung angenommen. Dazu gehörten Kinos, Medienzentralen, Flughäfen, Schwimmbäder, Fabriken (wie das Hoover Building des Architekturbüros Wallis, Gilbert and Partners) und Kraftwerke (wie das Kraftwerk Battersea Power Station). Da es sich um einen auffälligen, luxuriösen Stil handelte, eignete er sich gut für Kaufhäuser (z. B. Simpsons of Piccadilly), Theater, Hotels und Wohnblöcke.
Zwei der schönsten Beispiele Londons für Art-déco-Architektur stehen in der Fleet Street: das Daily-Telegraph-Gebäude (1928) und das Daily Express-Gebäude. Die Fassade des letzteren besteht, ungewöhnlich für die damalige Zeit, vollständig aus Glas, Vitrolit und Chrom, was sich deutlich von der Stein- und Ziegelarchitektur der Fleet Street abhebt. Die Verwendung von industriellen, eleganten Materialien wie diesen war in Art-Deco-Gebäuden in New York City häufiger als in London: Portland-Stein blieb überwiegend das Material der Wahl. Beispielsweise wurde ein weiteres Medienhauptquartier, das Broadcasting House der BBC am Portland Place, aus dem traditionellen Portland-Stein mit herausragenden Figurenskulpturen von Eric Gill erbaut. Das Ideal House (1929) ist höchst ungewöhnlich, da es Art déco mit ägyptischen Motiven kombiniert, auf einer Fassade, die mit glänzendem schwarzem Granit verkleidet ist. Eine weitere Art-déco-/ägyptische Synthese ist die Carreras-Zigarettenfabrik in Mornington Crescent.
Die Errichtung hochmoderner Déco-Gebäude ging oft zu Lasten älterer architektonischer Juwelen, von denen einige unersetzlich waren. Entlang des Embankment wurden zwei große Deco-Gebäude errichtet, die weiterhin das Profil des Londoner Flussufers dominieren. Die eleganten neoklassizistischen Adelphi-Gebäude, die von Robert und John Adam entworfen und zwischen 1768 und 1771 erbaut wurden, wurden in den 1930er Jahren abgerissen, um das Bürogebäude New Adelphi zu errichten. Angrenzend an das Adelphi wurde das Grand Hotel Cecil (1896) abgerissen, um Platz für das Shell Mex House (1931) zu machen, ein 58 Meter hohes Art-déco-Bürogebäude mit Londons größter Uhr.
Der wohl produktivste Art-déco-Architekt in London war Charles Holden, der zahlreiche Aufträge von London Transport erhielt, darunter wohl Londons ersten Wolkenkratzer 55 Broadway (1929) und mehrere U-Bahn-Stationen, die in einem charakteristischen modernistischen/Art-déco-Stil wie die U-Bahn-Station Southgate (1933) gebaut wurden. Sein anderer Hochhausauftrag, das 19-stöckige Senate House, Sitz der University of London, ist das höchste Art-déco-Bauwerk in London und war bei seiner Fertigstellung im Jahr 1937 eines der höchsten Gebäude in London löst viel Kritik aus, weil es so hoch und aufdringlich zwischen den bescheidenen georgianischen Plätzen von Bloomsbury steht. Evelyn Waugh beschrieb es als „eine riesige Masse, die den herbstlichen Himmel beleidigt“, während neuere Kritiker es als stalinistisch oder an das Dritte Reich erinnernd bezeichneten. Diese Assoziation mit totalitärer Architektur wurde durch das Kriegsgerücht verstärkt, dass Hitler nach der Eroberung Großbritanniens das Senatsgebäude als sein Londoner Hauptquartier haben wollte und daher Luftwaffenbombern befahl, es während der Bombardierungen des Blitzkrieges zu meiden.

## Nachkriegsmoderne und Brutalismus (1945–1980)

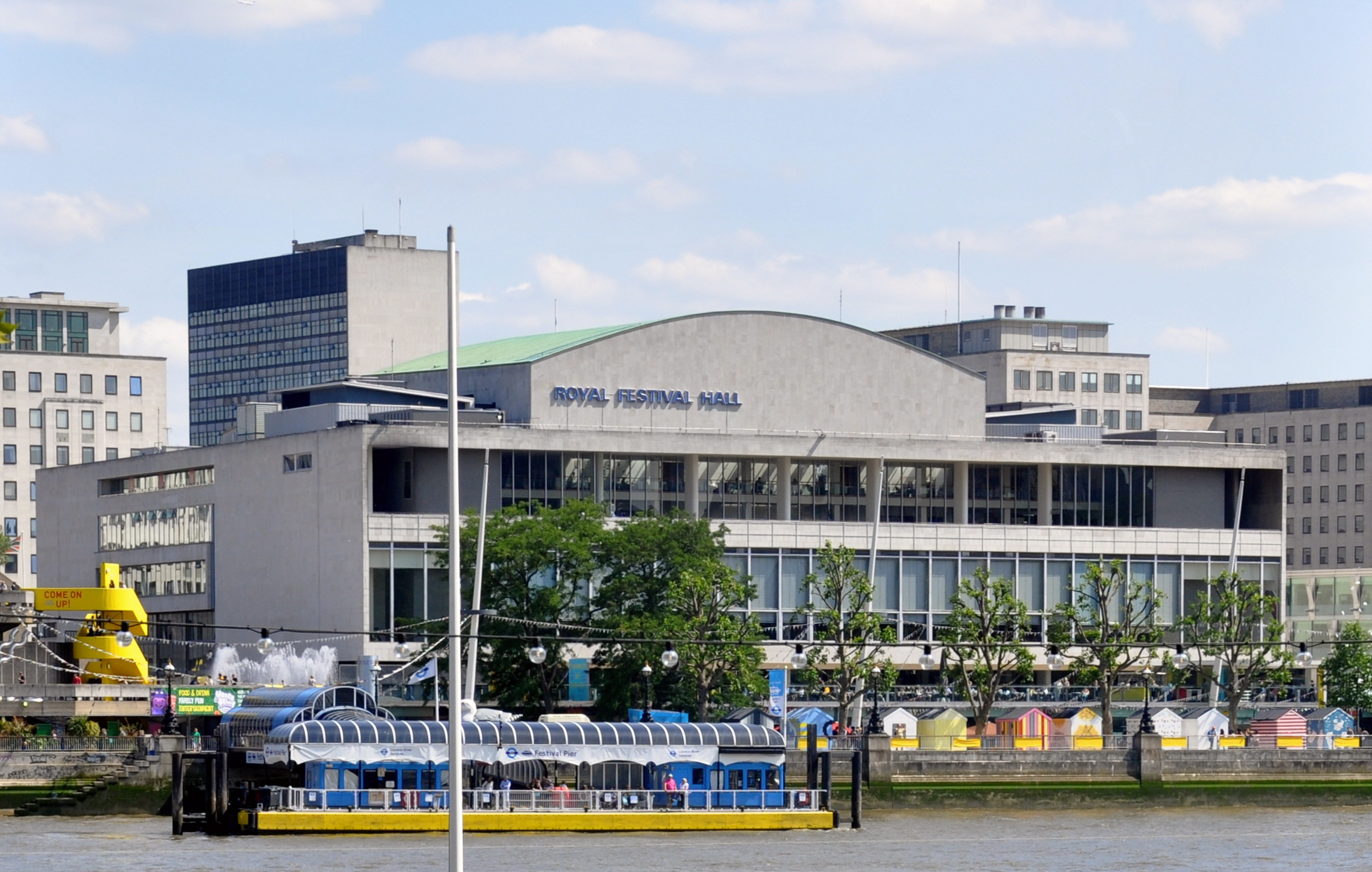
Die Royal Festival Hall (1951) von Robert Matthew verkörperte die optimistischen Ideale der Nachkriegsmoderne in Großbritannien.

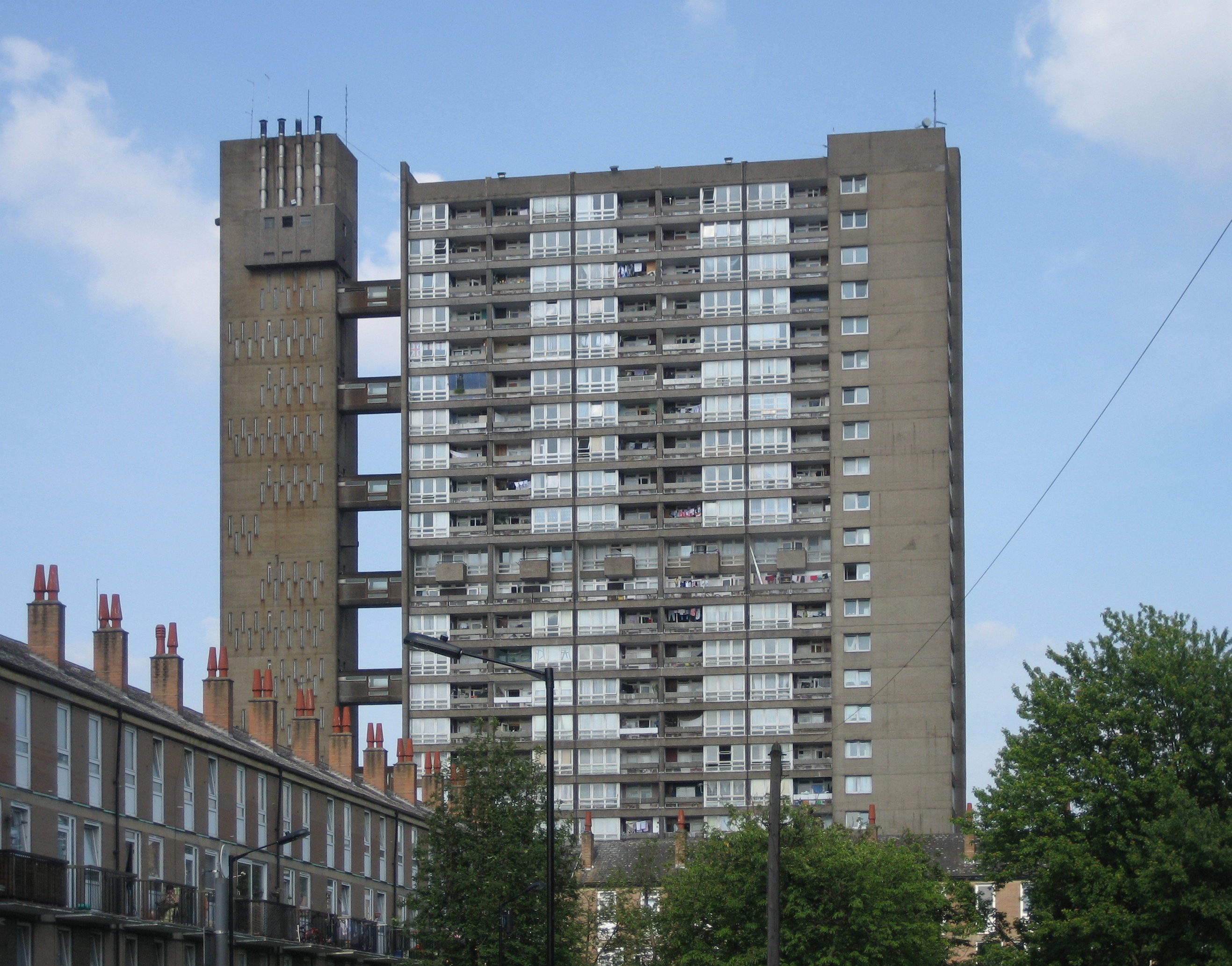
Balfron Tower (1964) Ernő Goldfinger, Sozialwohnungsbau im Stil des Brutalismus

Bei den Bombardierungen Londons im Zweiten Weltkrieg wurden das städtische Gefüge und die Infrastruktur Londons durch kontinuierliche Luftangriffe stark getroffen, wobei fast 20.000 Zivilisten getötet und mehr als eine Million Häuser zerstört oder beschädigt wurden. Hunderttausende Bürger wurden in sicherere Gebiete evakuiert, und der Wiederaufbau einer bewohnbaren städtischen Umwelt wurde zu einer nationalen Notfallmaßnahme. Die Wohnungsneubaukrise, die mit dem Optimismus der Nachkriegszeit einherging, der sich im Wohlfahrtsstaat manifestierte, bot für den Architektenberuf Gelegenheit und Verpflichtung, die zerstörte Hauptstadt wieder aufzubauen. Der international einflussreiche Stadtplaner Sir Patrick Abercrombie erstellte 1943 den County of London Plan, der eine Sanierung nach modernistischen Prinzipien der Zoneneinteilung und Entdichtung historischer Stadtgebiete vorsah. Im Zuge der Beschleunigung der Vorkriegstrends wurden Teile der Stadtbevölkerung in neue Vorstadtsiedlungen umgesiedelt, was den Wiederaufbau innerstädtischer Gebiete ermöglichte. Der Wohnungsbaukomplex Golden Lane Estate, gefolgt vom Barbican Estate vo Architekturbüro Chamberlin, Powell and Bon, gelten als Paradebeispiele für den städtischen Wiederaufbau dieser Zeit in der City of London, die bei Kriegsende nur noch 5.324 Einwohner zählte.
Die Nationalausstellung Festival of Britain des Jahres 1951, die auf dem Londoner Südufer stattfand, wurde zu einem wichtigen kulturellen Meilenstein für den Austausch und die Verbreitung von Optimismus für künftige Fortschritte. Die Royal Festival Hall (erbaut 1948–1951) und das spätere South Bank Centre einschließlich der Hayward Gallery (1968), der Queen Elizabeth Hall und dem Purcell Room (1967) sowie dem Royal National Theatre (1976) sind heute ein bedeutendes architektonisches und kulturelles Erbe diese Epoche der Stadtentwicklung.

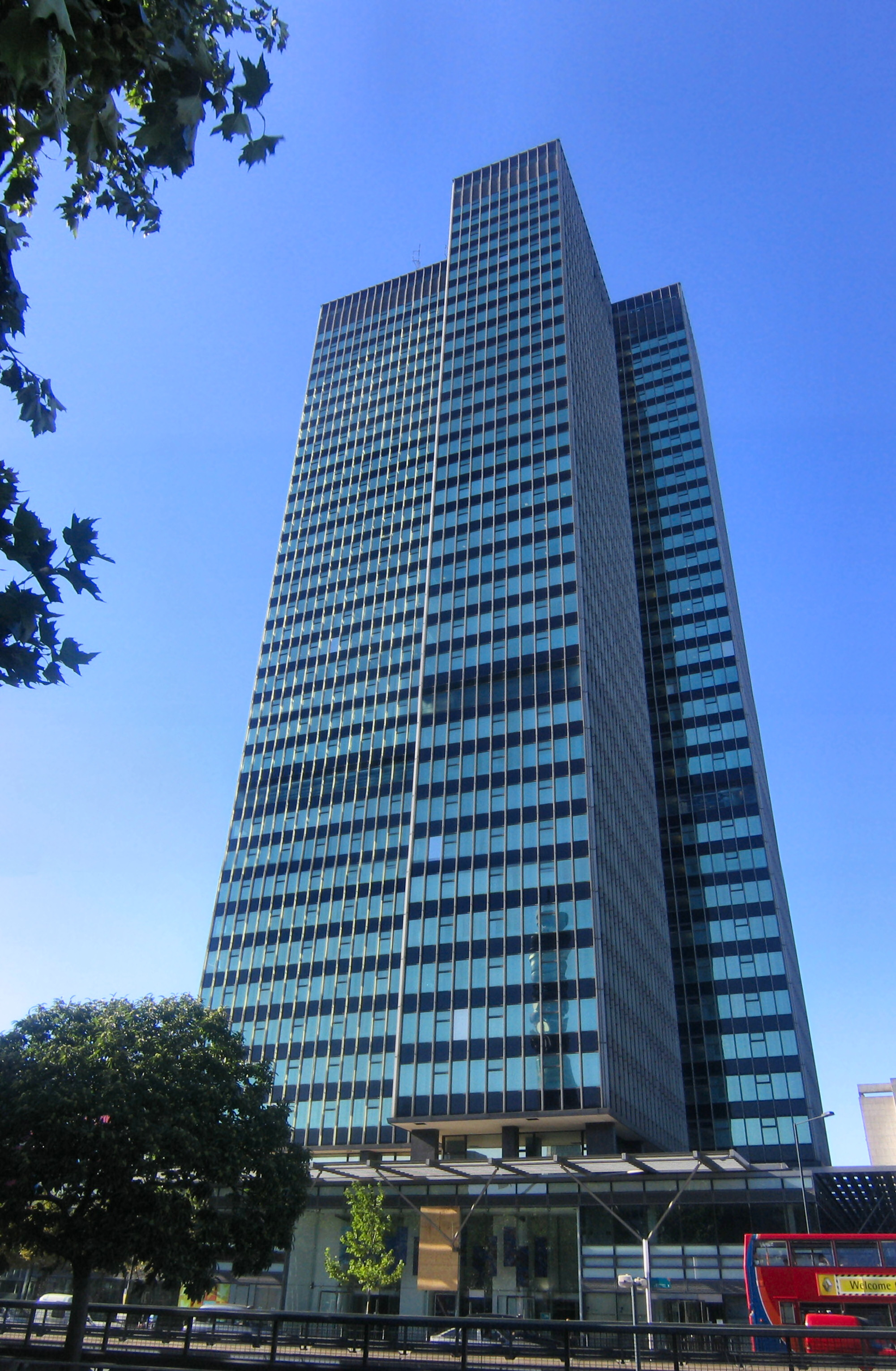
Euston Tower (1970)

London hatte eine ausgewählte Gruppe modernistischer europäischer Architekten angezogen, einige davon waren Flüchtlinge vor dem Nationalsozialismus, und die Nachkriegszeit bot vielen Gelegenheiten, ihre einzigartigen Visionen für die Moderne zum Ausdruck zu bringen. Zu den europäischen Architekten dieser Zeit zählen Berthold Lubetkin und Ernő Goldfinger, die Architekten beschäftigten und ausbildeten, um sozialen Wohnungsbau wie das Dorset Estate von 1957, das Alexander Fleming House (1962–64), den Balfron Tower von 1963 und den Trellick Tower von 1966 und das Keeling House von 1957 (Architekt: Denys Lasdun) im Stil der Nachkriegsmoderne zu errichten. Internationale Bewegungen in Architektur und Stadtplanung spiegelten sich in der Trennung der Nutzungen und des Verkehrs wider, entsprechend den vorherrschenden Orthodoxien des CIAM. Hochhaussiedlungen im Sozialwohnungsbau in London wurden vor allem von Le Corbusiers Konzept der Unité d’habitation (oder Cité Radieuse) von 1947–52 beeinflusst. Die moderne Architektur der Nachkriegszeit wurde von den Idealen des technischen Fortschritts und des sozialen Fortschritts durch Egalitarismus geprägt; dies kam durch die Wiederholung von Formen und die Verwendung von Sichtbeton als modernistisches Material schlechthin zum Ausdruck. Signifikante Beispiele sind das Brunswick Centre (1967–72) von Patrick Hodgkinson und das Alexandra Road Estate (1972–78) von Neave Brown, der in der Architekturabteilung des Londoner Stadtbezirks Camden (Camden London Borough Council) tätig war.
Die britischen Vertreter der internationalistischen Bewegung wurden von Alison und Peter Smithson angeführt, ursprünglich als Teil von Team 10. Anschließend entwarfen sie Robin Hood Gardens (1972) in Bow und The Economist Building (1962–64) in Mayfair, die von Architekten als einige der schönsten Werke des britischen New Brutalism angesehen werden. Viele Schulen, Wohnhäuser und öffentliche Einrichtungen wurden im Laufe der Zeit gebaut. Allerdings hat das Scheitern einiger modernistischer Ideale in Verbindung mit schlechter Bauqualität und schlechter Instandhaltung durch die Gebäudeeigentümer zu einer negativen öffentlichen Wahrnehmung der Architektur dieser Zeit geführt. Dies wird transformiert und drückt sich im dauerhaften Wert und Prestige renovierter Gebäude wie Barbican, Trellick Tower und Balfron Tower aus, die von vielen als architektonische „Ikonen“ einer fernen Ära des heroischen Sozialkonstruktivismus und äußerst begehrte Wohnorte angesehen werden.
In der Nachkriegszeit entstanden in London die ersten kommerziellen Wolkenkratzer. Diese wurden typischerweise im Internationalen Stil gebaut, der eng mit dem modernistischen Pionier Ludwig Mies van der Rohe verbunden ist und dem einfachen Glasquaderformat von van der Rohes Seagram Building (1958) folgte. Beispiele hierfür sind New Zealand House (1960), Millbank Tower (1963), St Helen's (1970) und Euston Tower (1970). Zwei in dieser Zeit errichtete Bürohochhäuser wurden vom Architekten George Marsh entworfen: Centre Point (1966) und One Kemble Street (1968). Jedes verfügt über eine charakteristische Fassade, die aus einem Mosaik aus ineinandergreifenden Betonblöcken und großen Fenstern besteht und eine interessante Mischung aus internationalem Stil und Brutalismus schafft. In Anerkennung ihrer architektonischen Bedeutung sind beide jetzt denkmalgeschützt.

## Postmodernismus, High-Tech und Hochhaus (1980-heute)

### Postmoderne und Hightech

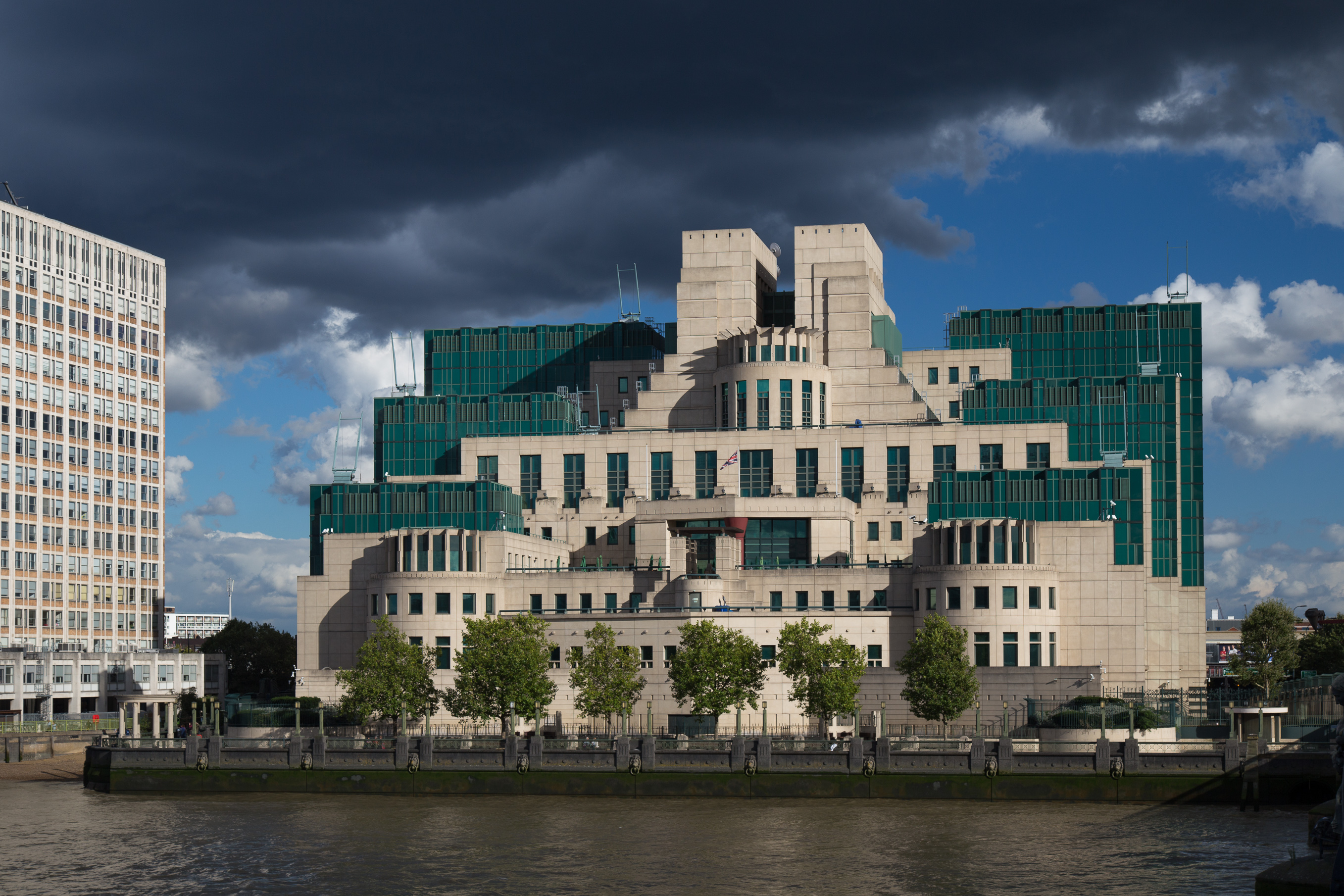
Postmoderne Architektur des SIS- oder MI6-Gebäudes von Terry Farrell (1996)

Die späten 1970er Jahre gelten als stilistischer Wendepunkt in der Architekturgeschichte. Die postmoderne Schule, die sich erstmals in dem umstrittenen Buch „Learning from Las Vegas“ (1973) von Robert Venturi äußerte, entstand als Reaktion auf den strengen Modernismus, der seit dem Ende des Zweiten Weltkriegs das architektonische Design dominiert hatte, und war eine Bewegung, die den Minimalismus durch Ironie, Verspieltheit, Popkultur und das Zitieren historischer Stile in ihren Gebäuden ablehnte. Das Ergebnis war ein exzentrischer neuer Stil, der in keinem größeren Kontrast zum starren Nachkriegskonsens des internationalen Stils stehen könnte. London hat einige postmoderne Architektur, hauptsächlich aus den 1990er Jahren. Robert Venturis Salisbury Wing of the National Gallery (1991) ist ein postmodernes historisches Pastiche, das aus Portlandstein gebaut wurde und ironischerweise den neoklassizistischen Stil imitiert, um sich in das ältere Gebäude einzufügen. Zwei der einflussreichsten Architekten der Postmoderne, Terry Farrell und James Stirling, waren Briten und viele ihrer Werke befinden sich in London. Farrells SIS-Gebäude oder MI6-Gebäude (1996) in Vauxhall hat ein markantes Pyramidendesign, das von der Architektur der Maya und Azteken beeinflusst ist. James Stirlings No 1 Poultry (1997) wurde als Meisterwerk des postmodernen Stils gelobt. Im Jahr 2016 wurde es unter Denkmalschutz gestellt. Das Design umfasst eine rosafarbene Terrakotta-Fassade mit Reiterskulpturen und einen Glockenturm, der an den Kommandoturm eines U-Boots erinnert. Es ersetzte einen neugotischen Bau des 19. Jahrhunderts.
2001 erhielt das Schweizer Architekturbüro Herzog & de Meuron den renommierten Pritzker-Preis für den Umbau des Ölkraftwerks Bankside Power Station zur Tate Gallery of Modern Art (1995–1999).

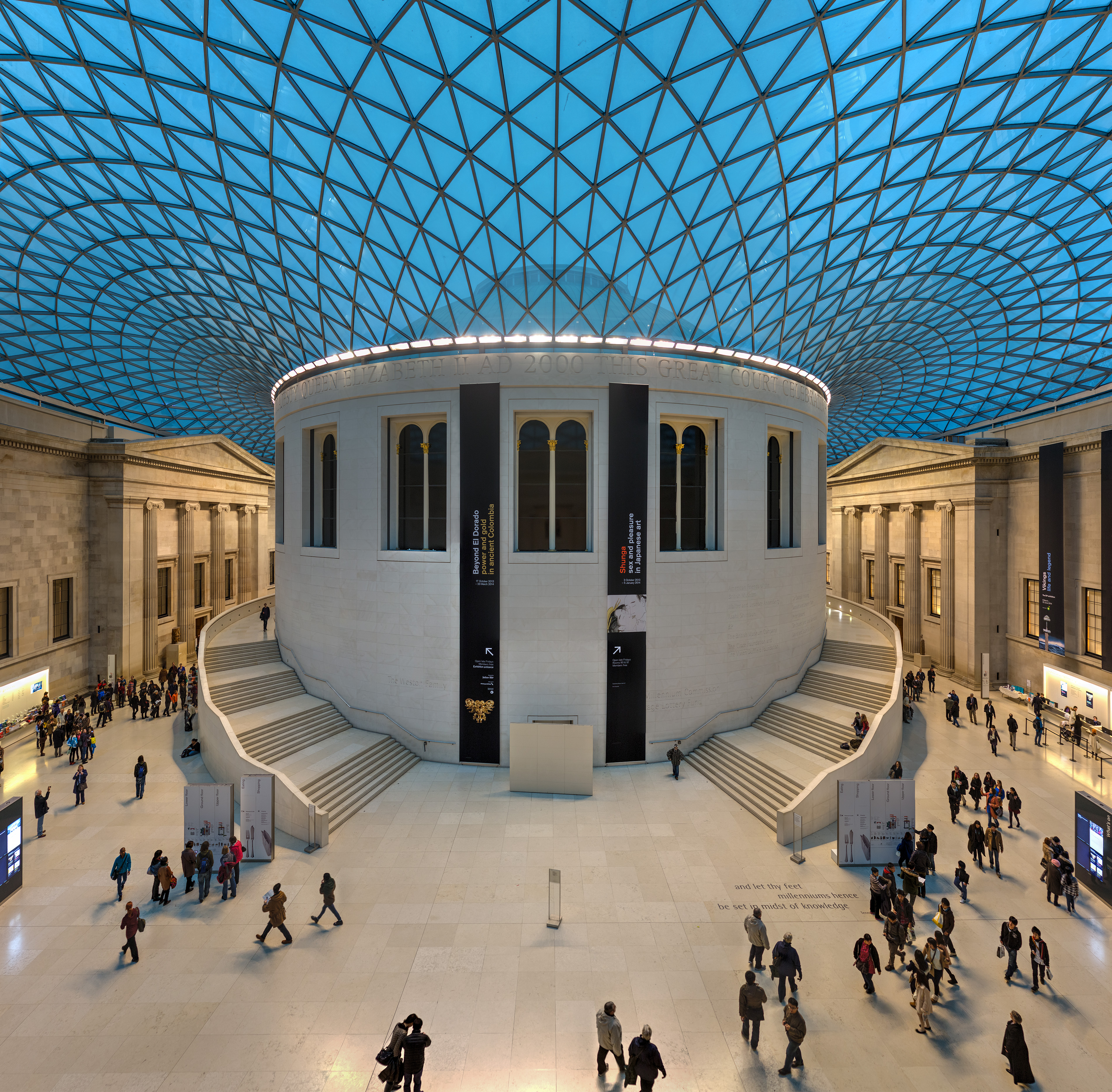
Der Great Court des British Museum (2000), High-Tech-Architektur von Foster + Partners

Ein Teil der postmodernen Bewegung, die in den 1990er Jahren an Bedeutung gewann, ist die High-Tech-Architektur. Ihr ähnelt der neofuturistische Stil. Diese beiden Stile vereinen mit ihren ungewöhnlichen Formen einen großen Teil der Exzentrizität des postmodernen Stils und orientieren sich gleichzeitig an der modernistischen Bewegung mit Funktionalität und Utopismus. Beim Bau liegt der Schwerpunkt auf der Verwendung von Glas, Stahl und High-Tech-Produktionsprozessen sowie auf der Freilegung der strukturellen und nützlichen Elemente des Gebäudes als Dekorationsmittel. Ein revolutionäres Beispiel ist das Lloyd’s Building (1986) von Richard Rogers, ein „Inside-Out“-Design, bei dem sich alle Versorgungseinrichtungen des Gebäudes – seine Aufzüge, Kanäle und Lüftungsöffnungen – an der Außenseite befinden und als Fassade fungieren. Das Gebäude steht unter Denkmalschutz. Die High-Tech-Architektur wurde mit Norman Foster in Verbindung gebracht. Zu den bedeutenden High-Tech-Werken von Foster gehören The Great Court of the British Museum, das ist eine markante Glaskuppelstruktur, die über dem zentralen Innenhof des ursprünglichen Gebäudes aus dem 19. Jahrhundert errichtet wurde. Weitere Beispiele sind die City Hall (Rathaus) (2002) am Südufer mit seiner markanten ovalen Form und der ikonische Wolkenkratzer 30 St Mary Axe (2003), genannt „The Gherkin“, prämiert mit dem Stirling-Preis. Laut einer Umfrage im Jahr 2006 ist es das von den weltweit führenden Architekten am meisten bewunderte Gebäude. Viele Gebäude folgten diesem Beispiel, beispielsweise The Shard (2012), 122 Leadenhall Street (2014), 20 Fenchurch Street (2015) und One Blackfriars (2018).
Aus dem Rahmen fällt, was die Wahl des Materials betrifft, das Stadthaus, ein 30 Meter hohes Wohnhochhaus aus Holz im Londoner Stadtbezirk Hackney des Architekturbüros Waugh Thistleton.

### Zeitgenössisches Hochhaus

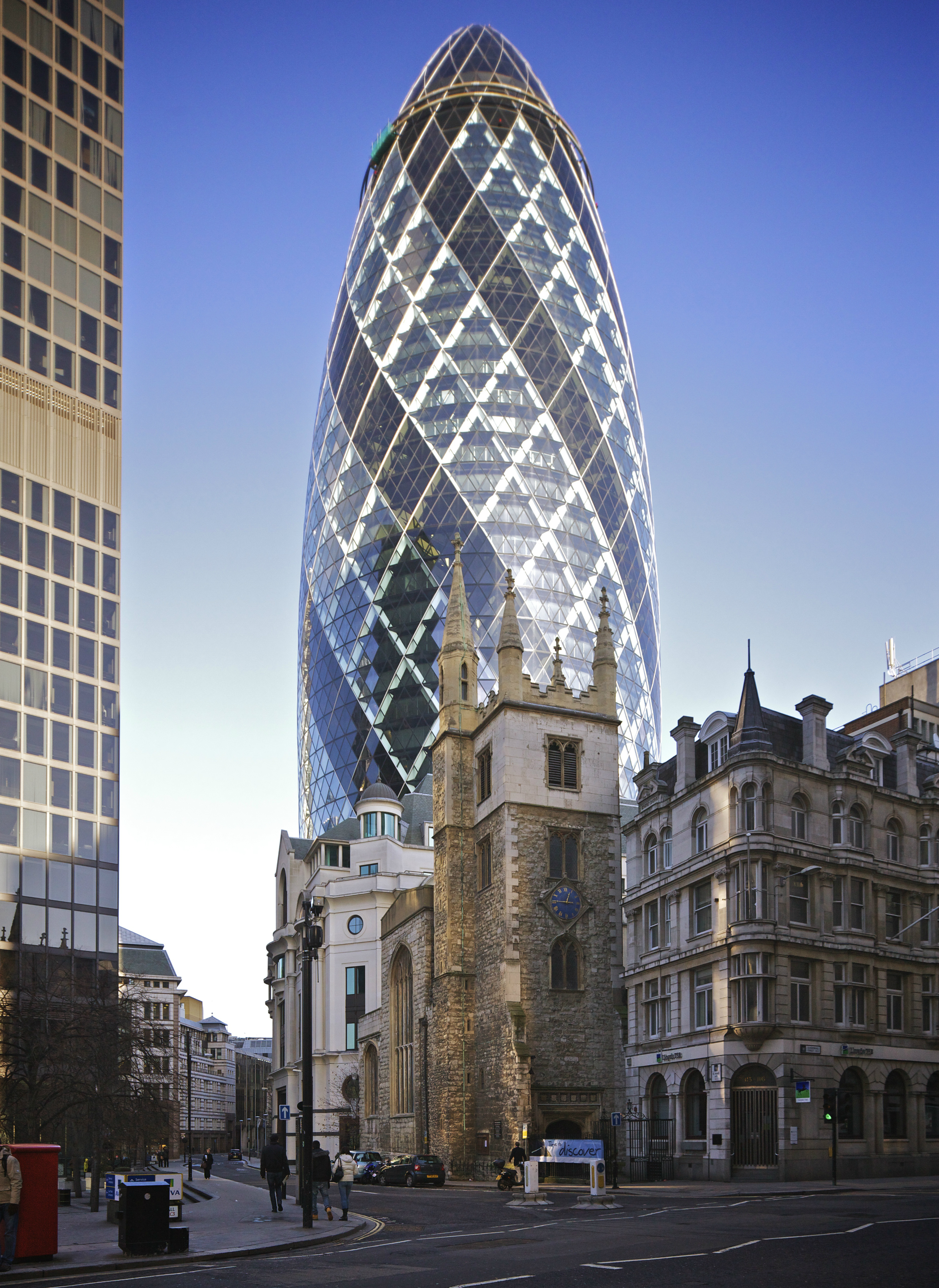
30 St Mary Axe (2003) von Foster + Partners („The Gherkin“), ein ikonisches Hochhaus

Der NatWest Tower (heute Tower 42 genannt) wurde 1980 fertiggestellt. Mit einer Höhe von 183 Metern und 42 Stockwerken galt es als der erste „Wolkenkratzer“ in der City of London. Seine Höhe war umstritten und widersprach den bisherigen Höhenbeschränkungen. Es war zu dieser Zeit das höchste Gebäude im Vereinigten Königreich und das höchste freitragende Gebäude der Welt. Als weiterer Wolkenkratzer wurde 1991 One Canada Square mit einer Höhe von 235 Metern fertiggestellt und bildete das Herzstück der Canary-Wharf-Bebauung. Der Hauptturm des Projekts, One Canada Square, wurde zum höchsten Gebäude im Vereinigten Königreich.
Mit der Ermutigung von Ken Livingstone, Bürgermeister von London von 2000 bis 2008, etablierte sich ein erneuter Trend zum Hochhausbau. 8 Canada Square und 25 Canada Square, beide 200 Meter hoch, wurden 2002 in Canary Wharf fertiggestellt. In der City of London wurden 2007 der Heron Tower mit 230 Metern und 2008 der Broadgate Tower mit 165 Metern fertiggestellt. Der Bau des Wohnhochhauses Strata SE1 im Stadtbezirk Southwark, das eine Höhe von 148 Metern erreicht, begann 2007. Fertig wurde es 2010.

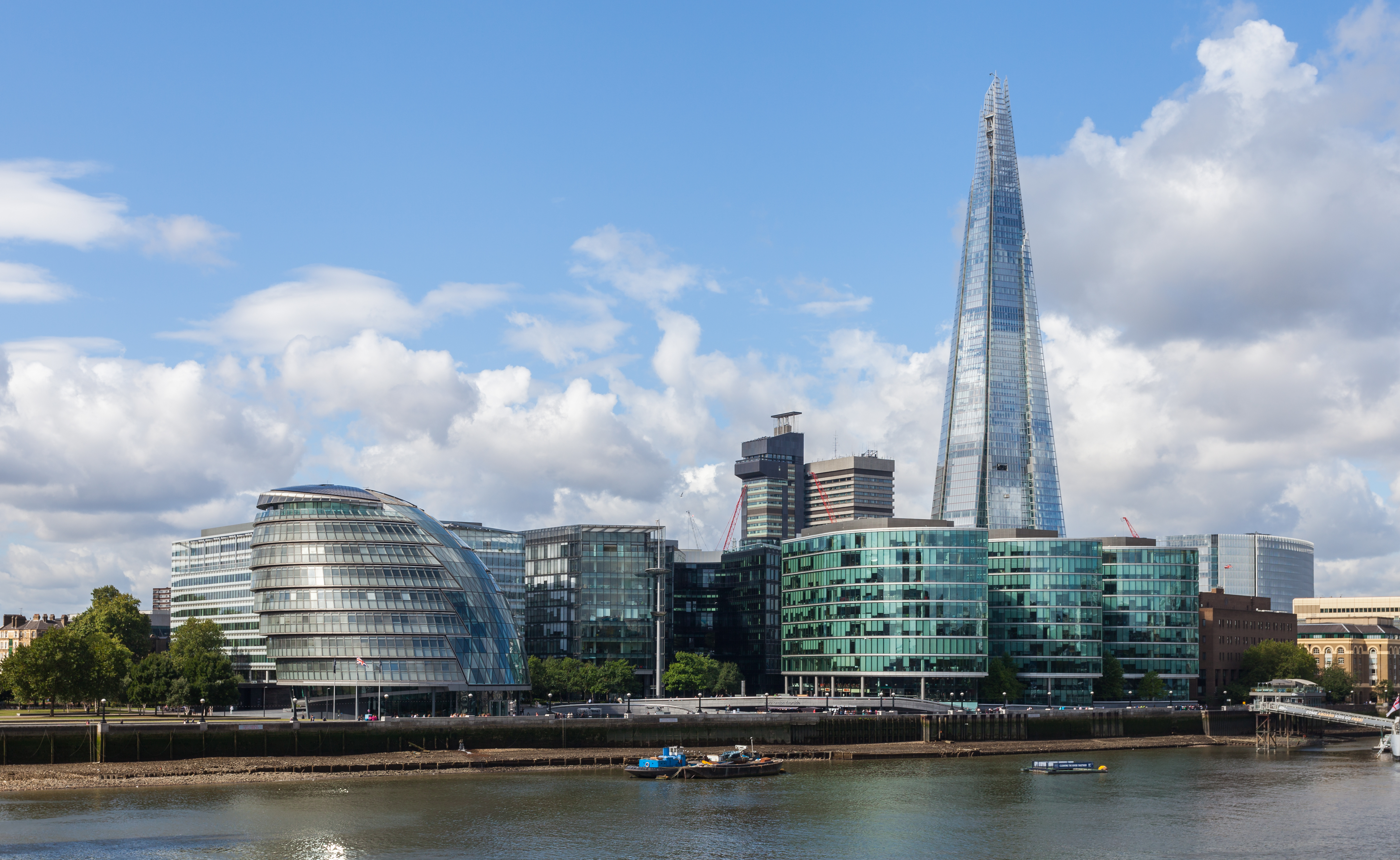
(links) City Hall (2002) von Foster + Partners und (rechts) The Shard (2012) von Renzo Piano, Hightech- und neofuturistische Architektur

Boris Johnson, von 2008 bis 2016 Bürgermeister von London, genehmigte weitere Wolkenkratzer. The Shard, 2012 mit einer Höhe von 309,6 Metern fertiggestellt, ist nach wie vor das höchste Gebäude Londons. Im Jahr 2014 wurde in der City of London der 225 Meter hohe Wolkenkratzer 122 Leadenhall Street mit dem Spitznamen „The Cheesegrater“ fertiggestellt. Im September 2016 wurde eine Sanierung des 111 Meter hohen King's Reach Tower aus den 1970er Jahren abgeschlossen, dessen Höhe um 11 Stockwerke auf 150 Meter erhöht wurde; er wurde in South Bank Tower umbenannt. Der Wolkenkratzer One Blackfriars, ebenfalls am Südufer gelegen, erreichte 2017 eine Höhe von 163 Metern. Der Wolkenkratzer The Scalpel (Das Skalpell) mit einer Höhe von 190 Metern wurde 2018 in der City of London fertiggestellt. Der Entwurf schützt den Blick auf die St. Paul's Cathedral. Newfoundland Quay mit 220 Metern und Landmark Pinnacle mit 233 Metern erreichten 2018 bzw. 2019 in Canary Wharf ihre volle Höhe. Der Wohnwolkenkratzer One Park Drive erreichte 2019 eine Höhe von 205 Metern und South Quay Plaza eine Höhe von 215 Metern, beide in Canary Wharf. Der Büro-Wolkenkratzer 22 Bishopsgate mit 278 Metern wurde 2019 in der City of London fertiggestellt, nach Genehmigung durch den Bürgermeister von London, Sadiq Khan, im Jahr 2016.
Das Herzstück des Wolkenkratzerclusters in der City of London soll 1 Undershaft mit einer Höhe von 290 Metern bilden, 2016 genehmigt von Sadiq Khan. Es ist der höchste derzeit für London geplante Wolkenkratzer und wird in seiner Höhe nur von The Shard übertroffen. 1 Undershaft wird an der Stelle des bereits erwähnten St. Helen's-Gebäudes aus dem Jahr 1969 errichtet, das abgerissen wird. 100 Leadenhall mit einer Höhe von 249 Metern und dem Spitznamen „Cheesegrater 2“ ist ebenfalls für die City of London geplant. Für Canary Wharf ist Spire London mit einer Höhe von 235 Metern geplant. Der Bau wurde jedoch gestoppt, da Bedenken bestanden, dass das Gebäude nur über ein Fluchttreppenhaus für die Bewohner in den oberen Stockwerken verfügte. Der höchste der beiden Riverside South-Türme, deren Bau seit 2008 in Canary Wharf geplant ist, hätte das höchste Gebäude dieses Clusters, One Canada Square, um 1 Meter in der Höhe übertroffen, aber der Bau ist seit 2011 ins Stocken geraten. Hingegen hat der Bau des 216 Meter hohen Consort Place (früher Alpha Square genannt) in Canary Wharf begonnen.
Ein weiterer großer Wolkenkratzercluster ist in den Stadtteilen Vauxhall und Nine Elms südlich der Themse entstanden. Als erstes wurde 2014 der 181 Meter hohe St George Wharf Tower errichtet. Der höchste für diesen Cluster geplante Turm ist der 200 Meter hohe One Nine Elms City Tower.
2019 blockierte Sadiq Khan den Bau des 290 Meter hohen Tulip, der in der City of London hätte gebaut werden sollen. Die Bauherren haben jedoch Berufung gegen die Entscheidung eingelegt.

## Bibliografie

### Deutschsprachig
- Steen Eiler Rasmussen: London. The unique city: Die Geschichte einer Weltstadt. Hrsg.: Ulrike Franke (= Bauwelt Fundamente. Band 149). Birkhäuser, 2012, ISBN 978-3-0346-0820-6 (Text von 1934).
- Samantha Hardingham: London. Ein Führer zur zeitgenössischen Architektur. 3. Auflage. Könemann, Köln 1996, ISBN 3-89508-273-2.
- Ingrid Nowel: London: Biographie einer Weltstadt. Architektur und Kunst, Geschichte und Literatur (= DuMont Kunst Reiseführer). DuMont Buchverlag, Ostfildern 2007, ISBN 978-3-7701-4382-5.
- Christoph Höcker: Reclams Städteführer London: Architektur und Kunst (= Reclams Universal Bibliothek). Reclam, Ditzingen 2012, ISBN 978-3-15-018981-8.
- London. 5. Auflage. Lonely Planet, Ostfildern 2014, ISBN 978-3-8297-2343-5, S. 393–399.

### Englischsprachig
- Henning Klattenhoff, David Whitehead: London – The Architecture Guide. Braun Publishing, 2010, ISBN 978-3-03768-030-8 (englisch).
- Kenneth Allinson, Victoria Thornton: London's Contemporary Architecture: An Explorer's Guide. 6. Auflage. Routledge, 2014, ISBN 978-0-415-82502-3 (englisch).
- Paul L. Knox: London: Architecture, Building and Social Change. Merrell Publishers Ltd., 2015 (englisch).
- Marianne Butler: London Architecture. 3. Auflage. Metro Publications Ltd., 2019, ISBN 978-1-902910-64-2 (englisch).
- Sian Lye: The Architecture Lover’s Guide to London. Pen & Sword Books Ltd., 2022, ISBN 978-1-399-00166-3 (englisch).
- James Stourton, Fritz von der Schulenberg: Great Houses of London. Frances Lincoln, 2022 (englisch).
- Billings, Henrietta: Brutalist London Map. Blue Crow Media, 2015